# Carl Gustav Jung
Carl Gustav Jung (AFI: ˈkarl ˈgʊstaf ˈjʊŋ; Kesswil, Turgovia, 26 de julio de 1875-Küsnacht, Zúrich, 6 de junio de 1961) fue un médico psiquiatra, psicólogo y ensayista suizo. Considerado una figura clave en los inicios del psicoanálisis, fundó la escuela de psicología analítica, también llamada psicología de los complejos y psicología profunda.
Se le relaciona a menudo con Sigmund Freud, de quien fuera colaborador en sus comienzos. Jung fue un pionero de la psicología profunda y uno de los estudiosos de esta disciplina más ampliamente leídos en el siglo xx. Su abordaje teórico y clínico enfatizó la conexión funcional entre la estructura de la psique y la de sus productos, es decir, sus manifestaciones culturales, lo cual le llevó a incorporar en su metodología nociones procedentes de la antropología, la alquimia, la interpretación de los sueños, el arte, la mitología, la religión y la filosofía.
Jung no fue el primero en dedicarse al estudio de la actividad onírica. No obstante, sus contribuciones al análisis de los sueños fueron extensas y altamente influyentes, y se plasmaron en una prolífica obra. Además, si bien su labor profesional se centró principalmente en la formulación de teorías psicológicas y en la práctica clínica, Jung no dejó de explorar otros campos de las humanidades, desde el estudio comparativo de las religiones, la filosofía y la sociología hasta la crítica del arte y la literatura.

## Biografía

### Infancia

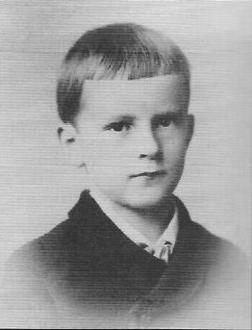
Jung en su infancia.

Carl Gustav Jung nació en 1875, en Kesswil (Suiza), un pueblo junto al lago Constanza en el cantón suizo de Thurgau. Seis meses después de su nacimiento, la familia se trasladó a Laufen (estancia de la que recuerda el castillo homónimo, la cascada del Rin así como el castillo de Wörth) y se estableció finalmente en Kleinhüningen, un distrito de Basilea, en 1879. En pleno período escolar, son reseñables allí sus recuerdos en torno al Gymnasium am Münsterplatz, el instituto de enseñanza secundaria en el que estudió, el más antiguo de la ciudad y en el que impartió clases Friedrich Nietzsche, por ejemplo, así como sobre la Münsterplatz y la catedral de Basilea adyacente. Creció en el seno de una familia de ascendencia alemana y de tradición religiosa. Su padre era pastor luterano dentro de la Iglesia Reformada Suiza, y ambos padres pertenecían a dos importantes familias de la Basilea del siglo XIX.
El abuelo paterno de Jung, Karl Gustav Jung (1794-1864), médico exiliado de Heidelberg, organizó la facultad de medicina de la Universidad de Basilea, donde enseñó anatomía y medicina interna, y la ampliación de su hospital general. Todo esto gracias a su relación de amistad con Alexander von Humboldt. Más tarde llegó a ser el rector de dicha universidad. Fue un conocido dramaturgo y gran maestre de los francmasones suizos. También dirigió una institución psicológica para niños con déficits psíquicos. El abuelo materno, Samuel Preiswerk (1799-1871), fue arcipreste de la iglesia de Basilea, filólogo y autor de una gramática hebrea, precursor y promotor del sionismo. El Romanticismo estaba continuamente presente en el hogar, con aparición de espectros y demás fenómenos parapsicológicos.
El padre de Jung, Paul Achilles (1842-1896), abandonó su carrera de filólogo en lenguas semíticas para ejercer como clérigo en una iglesia reformada suiza y extendió también su labor en la clínica psiquiátrica Friedmatt de Basilea desde 1888. Falleció en 1896, meses después de que Jung iniciara su carrera de medicina en la Universidad de Basilea.
Su madre, Emilie Preiswerk (1848-1923), se caracterizó por tener una personalidad marcadamente disociativa que determinó enormemente el rasgo intuitivo de Jung. Un primer hermano de Jung, Paul, nacido en 1873, falleció al poco tiempo. En 1884, y con nueve años de diferencia, nació su única hermana, Johanna Gertrud, que murió en 1935.
De niño fue introvertido y muy solitario. Aunque la relación con sus progenitores era muy próxima y afectuosa, desde temprano sintió cierta decepción por la manera en que su padre abordó el tema de la fe, a la que consideraba tristemente precaria.

La «religión teológica» no podía servirme para nada, pues no correspondía a mi experiencia de Dios. Sin esperanza de saber, exigía creer. Esto lo había intentado mi padre con grandes dificultades y había fracasado en ello. Mal podía mi padre defenderse contra el ridículo materialismo del psiquiatra. ¡Esto era también algo que debía creerse exactamente como la teología! Yo estaba más seguro que nunca que a ambas les faltaba tanto la crítica del conocimiento como la experiencia.
Carl Gustav Jung. Recuerdos, sueños, pensamientos.

Jung no era, sin embargo, hostil a la religión, sino que por el contrario declaraba que el ser humano es religioso «por naturaleza». En su trayectoria resaltó el valor de la experiencia religiosa para el entendimiento de la mente humana, rescató simbolismos de la tradición cristiana y los reinterpretó desde su perspectiva psicológica. Por esto mismo, la religiosidad fue uno de los objetos principales de su estudio, y más tarde mostraría interés por el misticismo.

### Periodo escolar y universitario

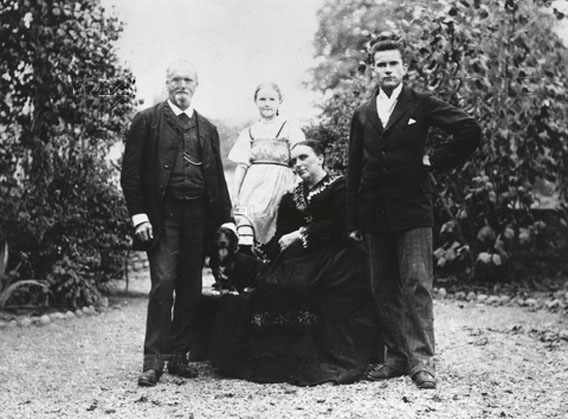
Foto familiar junto a su padre Paul Achilles, su hermana Johanna Gertrud y su madre Emilie Preiswerk, circa 1896.

Durante su adolescencia y juventud fue un lector entusiasta, especialmente cautivado por la obra literaria de Goethe. También era profundo su interés por los ensayos de filósofos como von Hartmann y Nietzsche. En su autobiografía, describe el acercamiento a la obra de este último Así habló Zaratustra como una experiencia conmocionante, solo comparable a la inspirada por el Fausto de Goethe.
Jung anhelaba estudiar arqueología en la universidad, pero su familia carecía de recursos para enviarlo más lejos de Basilea, donde no dictaban esa carrera, por lo que (contra los deseos de su entorno) decidió estudiar medicina en la Universidad de Basilea, entre 1894 y 1900, y pudo ingresar en una asociación estudiantil, la Zofingia, a la que ya había pertenecido su padre. El estudiante, antes introvertido, se volvió mucho más vívido en el nuevo contexto académico. En 1898 comenzó a reconciliarse con su futura profesión de médico con la convicción de que debía especializarse. Disponía de dos opciones: cirugía o medicina interna. Finalmente se conformó con la modesta posibilidad de trabajar como asistente en un hospital local con la finalidad de evitar contraer deudas para poder estudiar.

Me inclinaba por lo primero a causa de mi especial formación en anatomía y por mi predilección en anatomía patológica, y lo más probable era que hubiese optado por ella si hubiera dispuesto de los necesarios medios económicos.
Carl Gustav Jung. Recuerdos, sueños, pensamientos.

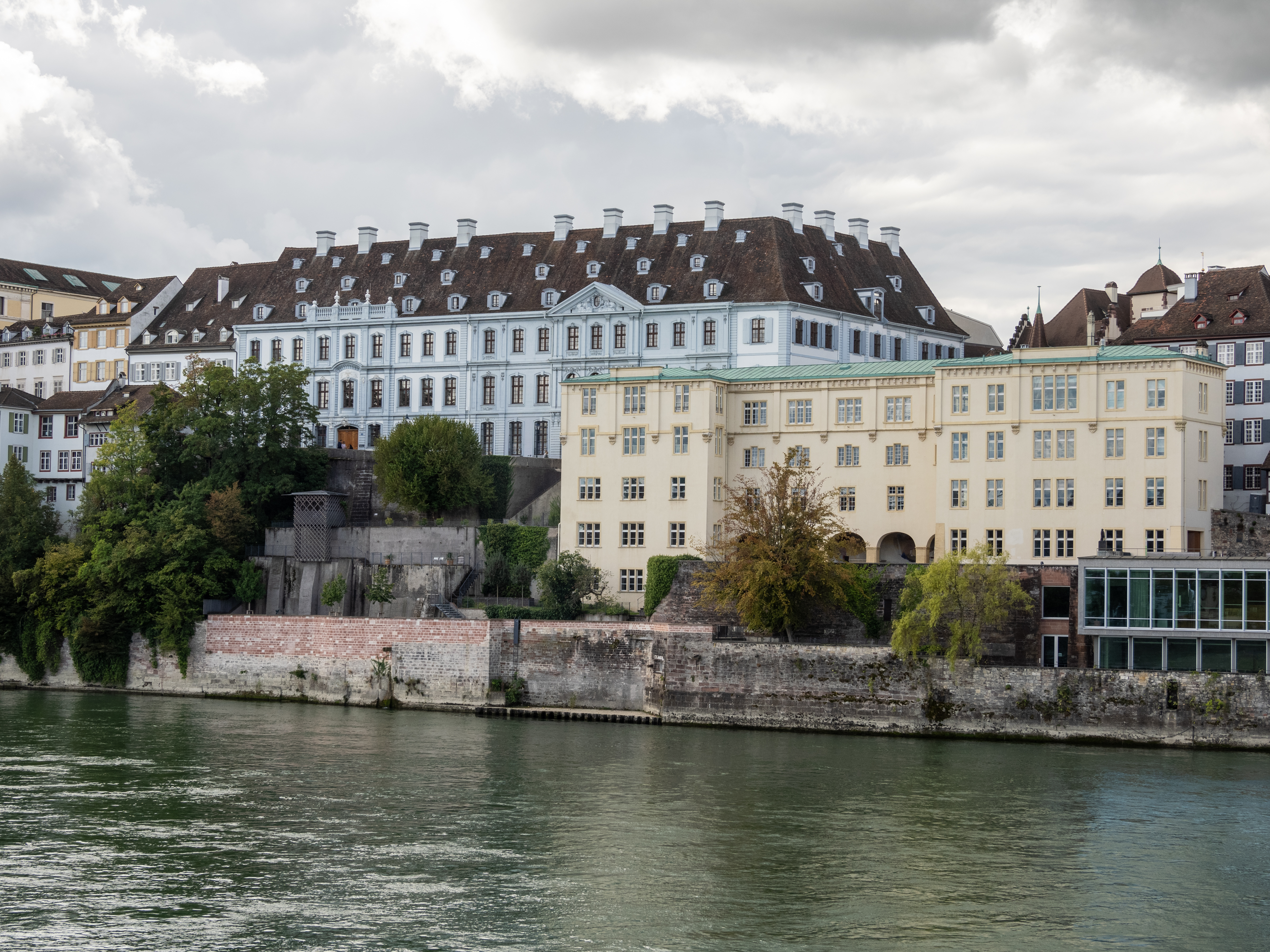
Antigua Universidad de Basilea, a la derecha.

Durante las vacaciones de verano, acontecieron dos sucesos los cuales fueron conformando el destino y evolución profesional de Jung. La rotura por la mitad de una mesa redonda de nogal, con setenta años de antigüedad, en presencia de su madre, hermana y criada, y catorce días después, un aparador, mueble originario del siglo XIX. En su interior se hallaba la cesta del pan, rectangular, dispuesta de tal modo que en una esquina se encontraba el mango del cuchillo y en las otras tres, los tres trozos en que había quedado dividido el utensilio. Descartándose causalidades al uso, supieron de ciertos familiares inmersos en prácticas espiritistas, y de una médium de poco más de quince años, los cuales decían querer ponerse en contacto con él. Todo ello atrajo el interés de Jung y generó la elaboración de su propia tesis doctoral Acerca de la psicología y patología de los llamados fenómenos ocultos (Zur Psychologie und Pathologie sogenannter okkulter Phänomene), trabajo que realizó a lo largo de dos años con el profesor Eugen Bleuler en la facultad de medicina de la Universidad de Zúrich y publicado en 1902. Aun cuando se aludía a una tal «señorita S. W.» en realidad se trataba de su prima Hélène Preiswerk.
Hacia el final de sus estudios, el profesor Friedrich von Müller propuso a Jung ser su ayudante en Múnich. Todo parecía inclinarse hacia la práctica de la medicina interna, si no fuera porque la mano del destino unida a la curiosidad le hicieron ojear el Manual de psiquiatría del psiquiatra alemán Richard von Krafft-Ebing.

Me hallaba en la más viva excitación, pues fue para mí como una fulminante revelación de que no había para mí otra meta más que la psiquiatría. Sólo aquí las dos corrientes de mi interés podían confluir y encontrar su cauce por medio de un declive común. Aquí se hallaba el campo común de las experiencias de los hechos biológicos y espirituales, que por todas partes yo había buscado sin encontrarlo. He aquí, por fin, el lugar en que el cruce entre mi naturaleza y espíritu era ya un hecho.
Carl Gustav Jung. Recuerdos, sueños, pensamientos.

El 10 de diciembre de 1900 comenzó a trabajar en el puesto de ayudante en la clínica psiquiátrica de Burghölzli durante tres años, lo que significó dejar atrás Basilea y marchar gustoso a Zúrich. Él mismo comentó este periodo como sigue: «durante medio año me encerré para habituarme a la vida y al espíritu de un manicomio y me leí los cincuenta volúmenes de la Revista general de Psiquiatría desde sus orígenes, para conocer la mentalidad psiquiátrica». «En tales condiciones comenzó mi carrera de psiquiatra, mi experimento subjetivo del cual nació mi vida objetiva».

### Actividad en el campo de la psiquiatría

Vista aérea de la clínica Burghölzli.

Ante la pregunta «¿qué sucede en la enfermedad mental?», Jung se encontrará por entonces, dado el estado de avance de la disciplina a inicios del siglo XX, con una labor de abstracción de la personalidad enferma y un reduccionismo dirigido a diagnósticos, descripción de síntomas y estadísticas. La psicología del enfermo mental y su correspondiente individualidad implícita eran inexistentes. De ahí que el posterior encuentro con Sigmund Freud le ayudase a revertir dicha tendencia, sobre todo a través de la psicología de la histeria y del sueño. Freud insertaba en la psiquiatría cuestiones de la psicología, aunque era realmente neurólogo. El síntoma para Freud era algo diferente que para la psiquiatría tradicional.
Fue en este contexto donde comenzó a elaborar y aplicar la famosa prueba de asociación o experimento de asociación de palabras en el caso de una joven melancólica e infanticida, diagnosticada de esquizofrenia o dementia praecox grave. El resultado obtenido catorce días después fue el alta hospitalaria y que nunca más fuera internada. Jung recapitula afirmando que la verdadera terapéutica comienza con la investigación de la «historia personal secreta» de la persona aquejada por su enfermedad; su averiguación debe remitir al profesional hacia lo consciente, pero también, y sobre todo, a lo inconsciente, con lo que el ensayo de asociación, la interpretación de los sueños y el contacto humano con el paciente son de vital importancia. Todo diagnóstico debe ir acompañado por tanto de dicha historia personal antes de recabar en la correspondiente solución psicoterapéutica.
En 1905 se doctoró en psiquiatría y simultáneamente pasó a ser médico jefe de la clínica psiquiátrica de la Universidad de Zúrich durante cuatro años, hasta su renuncia en 1909, debido al exceso de trabajo. Conservó sin embargo su cargo de profesor auxiliar hasta 1913. Por entonces focalizaba su interés en psicopatología, psicoanálisis y la psicología de los pueblos primitivos. Se interesó a su vez en la hipnosis, así como en las figuras de Pierre Janet y Théodore Flournoy. El caso de la dama de cincuenta y ocho años en apariencia curada milagrosamente de su parálisis dolorosa en la pierna izquierda y en su espalda convenció a Jung de la inoperancia real de la hipnosis al descubrir que ésta podía explicarse en su mayor medida por la teoría de la transferencia. Y es que la madre proyectaba en la figura del psicoterapeuta el «ideal» de un hijo aquejado psíquicamente y que además se ubicaba en la propia clínica. El hecho de obrar a ciegas, y su consecuente incertidumbre, además de incluir una postura «directiva» indeseada, hizo que Jung, al igual que hiciera Freud, descartase la hipnosis como método terapéutico y se dirigiese hacia la interpretación de los sueños y de otras manifestaciones de lo inconsciente.

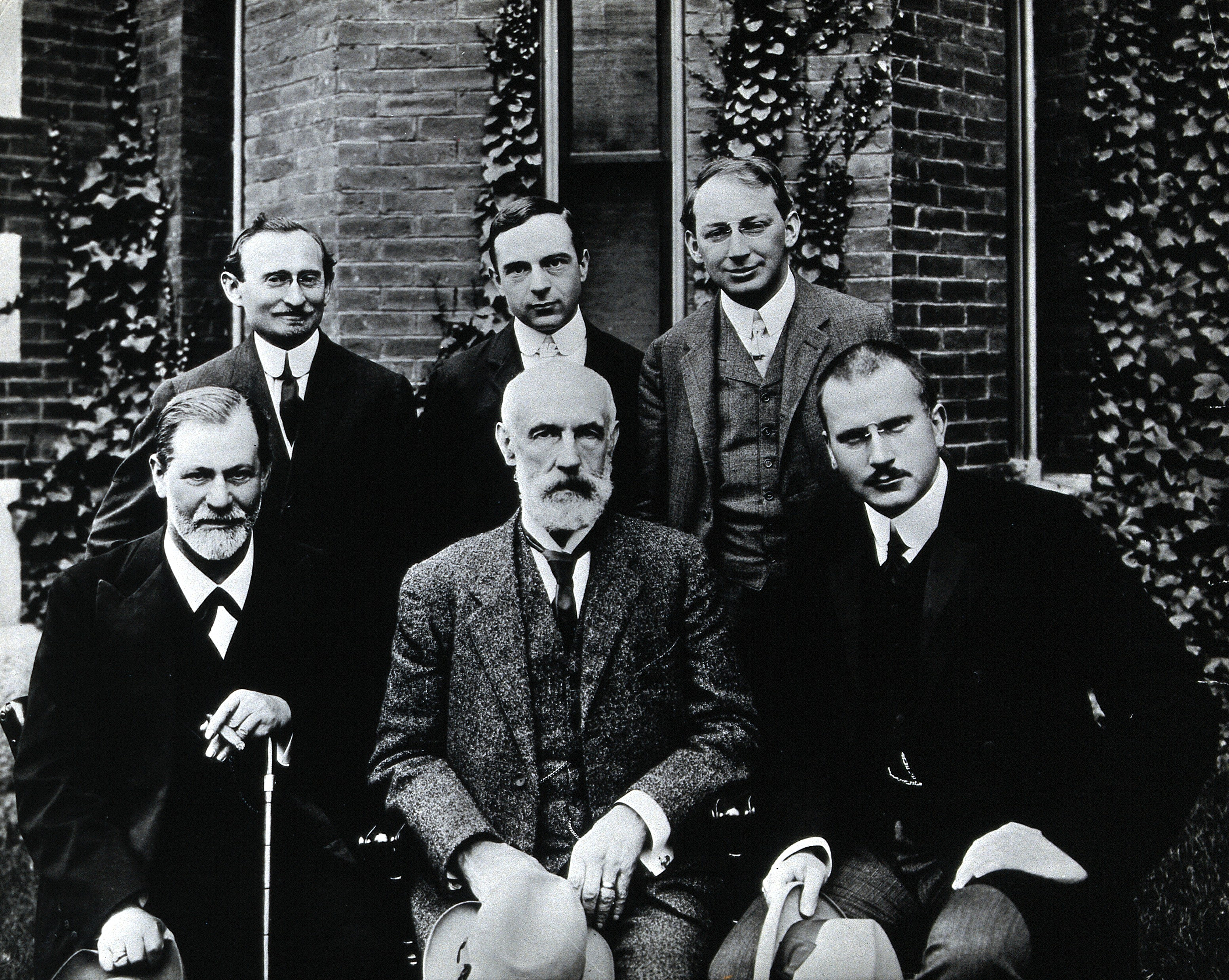
Sentados Sigmund Freud a la izquierda y Carl Gustav Jung a la derecha. Universidad de Clark, 1909.

De 1904 a 1905 fundó en la clínica psiquiátrica un laboratorio de psicopatología experimental, de donde surgieron tanto la prueba de asociación como los experimentos psicogalvánicos y fue posteriormente invitado, en 1909, por la Universidad de Clark a exponer sus trabajos. También Freud fue invitado de modo independiente y ambos recibieron el grado de doctor honoris causa. Por entonces se iniciarían sus sospechas respecto del origen «psíquico» de la esquizofrenia. Diversos casos, sobre todo el de Babett S., le llevarían incluso a comprender por vez primera el lenguaje de las personas aquejadas de dementia praecox.

Me di cuenta más de una vez que en tales pacientes se oculta en el trasfondo una «persona» que debe definirse como normal y que en cierta medida es testigo. (...) En los enfermos mentales sólo es visible exteriormente la trágica destrucción y sólo excepcionalmente la vida de aquel aspecto del alma que se nos oculta.
Carl Gustav Jung. Recuerdos, sueños, pensamientos.

#### Sobre el método
Enfatizará Jung la imposibilidad en dar una respuesta terminante acerca del método analítico o psicoterapéutico ideal. La terapéutica en cada caso es distinta y la curación debe surgir del propio paciente de manera natural.

La psicoterapia y los análisis son tan distintos como los mismos individuos. Yo trato a cada paciente lo más individualmente posible, pues la solución del problema es siempre personal. Las reglas válidas en general sólo se pueden formular cum grano salis. Una verdad psicológica es solamente válida cuando se puede cambiar. Una solución que a mí no se me ocurra puede ser para otro precisamente la correcta. Naturalmente un médico debe conocer los denominados «métodos». Pero debe evitar el anquilosarse en lo rutinario. Las premisas teóricas sólo deben aplicarse con mucho cuidado. Hoy quizás son válidas, mañana pueden serlo otras. En mis análisis no juegan ningún papel. Intencionadamente no soy sistemático. Frente al individuo no hay para mí más que la comprensión individual. Para cada paciente se requiere un lenguaje distinto.
Carl Gustav Jung. Recuerdos, sueños, pensamientos.

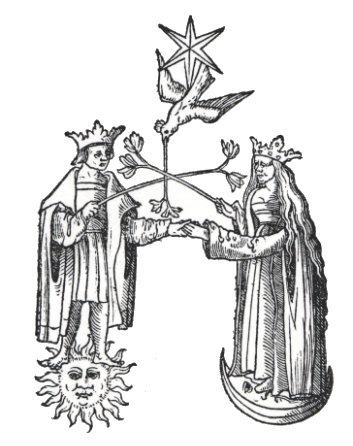
El rey y la reina, lámina 2 del Rosarium philosophorum incluida en la obra de Jung La psicología de la transferencia, 1946. Figura alquímica ilustrativa de los fenómenos transferenciales desde la óptica de la psicología analítica.

Se trata en definitiva de un vis a vis, un diálogo entre dos personas que se interrelacionan e influyen mutuamente. Se eliminaría de este modo un hipotético desequilibrio en favor del médico «sano» frente al «enfermo», al cual se le va a aplicar una determinada metodología. Por parte del terapeuta, esto requiere alcanzar la madurez suficiente como para afrontar una psicoterapia, así como una apertura a toda expresión cultural que incluya la diversidad de lo humano: simbolismo, mitología, etcétera. Es más prioritaria la comprensión individual que la confirmación teórica, y como conditio sine qua non, «el propio análisis individual del psicoterapeuta», o «análisis teórico», con lo que el enfoque se aleja de una mera aplicación metodológica aprendida. Se tendería así hacia la asimilación del conocimiento humano inmerso en un horizonte donde el alma incluye el mundo y sus concepciones colectivas dispersas en el espacio y en el tiempo. De lo contrario, la persona analizada perdería un fragmento de su alma, del mismo modo que el analista el fragmento de su alma que no aprendió a conocer. En definitiva, el analista debe dejar que su análisis le afecte personalmente, descartando metodologías e incrementando su propia autenticidad.
A dicha autenticidad debe unírsele el hecho de que muchos casos podrán alcanzar la cura solo si existe una entrega o renuncia absoluta a uno mismo, «entregarse con todo su ser»; el psicoterapeuta deberá decidir si implicarse o encerrarse en su propia autoridad. Dada su implicación ineludible, no solamente debe atender la transferencia del paciente, sino también su correspondiente contratransferencia, es decir, cómo reacciona él mismo al proceso conjunto con el analizado, y todo ello desde dos vertientes: a nivel consciente y a nivel inconsciente, observándose a sí mismo, sus propios sueños, etc. De todo ello depende el éxito o fracaso del tratamiento, de ahí que cada terapeuta debería tener a su disposición el control ejercido por una tercera persona, para recabar así otro punto de vista. El mismo Jung alecciona a disponer «un padre o una madre confesora», preferentemente mujer debido a su «mayor capacidad para ello, su excelente intuición y oportuna crítica. Ven aspectos que el hombre no ve».
La relación entre analista y paciente puede generar en determinadas ocasiones fenómenos parapsicológicos, sobre todo ante la existencia de transferencia por parte del analizado, o una identificación inconsciente entre ambos. No siempre es correcta la «cooperación» del psicoterapeuta con el paciente y sus afectos, a veces es necesaria una «intervención activa». Respecto de los casos en que no resulta mejoría, todo juicio resulta difícil dado que muchas veces el efecto acontece al cabo de los años. «Un juicio sobre el “éxito” es difícil de emitir».
Para muchos pacientes de nuestros días a los que se les ha calificado de neuróticos, tal denominación resultaría innecesaria si viviéramos en épocas donde el ser humano se vinculaba a través del mito con el mundo del misterio, y a través de este con la naturaleza viva, aquella que no se contemplaba meramente desde lo externo. Tales «neuróticos facultativos» son víctimas del desdoblamiento anímico contemporáneo, no soportan «la pérdida del mito», ni la consecuente sustitución de la vivencia de la naturaleza por una cosmovisión externa definida en nombre de la ciencia, así como la confusión entre sabiduría y discurso intelectual. Su «cura» radica en cerrar el abismo entre el yo y lo inconsciente.

Quien ha experimentado profundamente en sí mismo este desdoblamiento es más capaz de lograr una mejor comprensión para estos procesos anímicos inconscientes e impedir aquel típico peligro de desorbitación que amenaza al psicólogo. Al que no conoce por propia experiencia la influencia nefasta de los arquetipos le será difícil sustraerse de tal influencia negativa cuando la confronte en la práctica con su experiencia. Sobrevalorará o subestimará todo esto, porque posee sólo una noción intelectual, pero no una norma empírica. Aquí comienzan los peligrosos extravíos, el primero de los cuales es el intento de usurpación intelectual. Tiene por objetivo secreto sustraerse a la influencia arquetípica y en beneficio de la auténtica experiencia de un mundo conceptual aparentemente asegurado de modo artificial, pero meramente bidimensional, que aspira a ocultar la realidad de la vida con las llamadas ideas claras. La desviación hacia lo abstracto despoja a la experiencia de su sustancia y le presta el mero nombre, que a partir de entonces suplanta a la realidad. Nadie está obligado a un concepto y tal es precisamente la conveniencia buscada que promete protección frente a la experiencia. Pero el espíritu no vive de los conceptos, sino de los hechos. Las meras palabras no sirven para nada, lo único que se logra es repetir este proceso hasta el infinito.
Carl Gustav Jung. Recuerdos, sueños, pensamientos.

### Sigmund Freud

#### Freud, Jung y el psicoanálisis

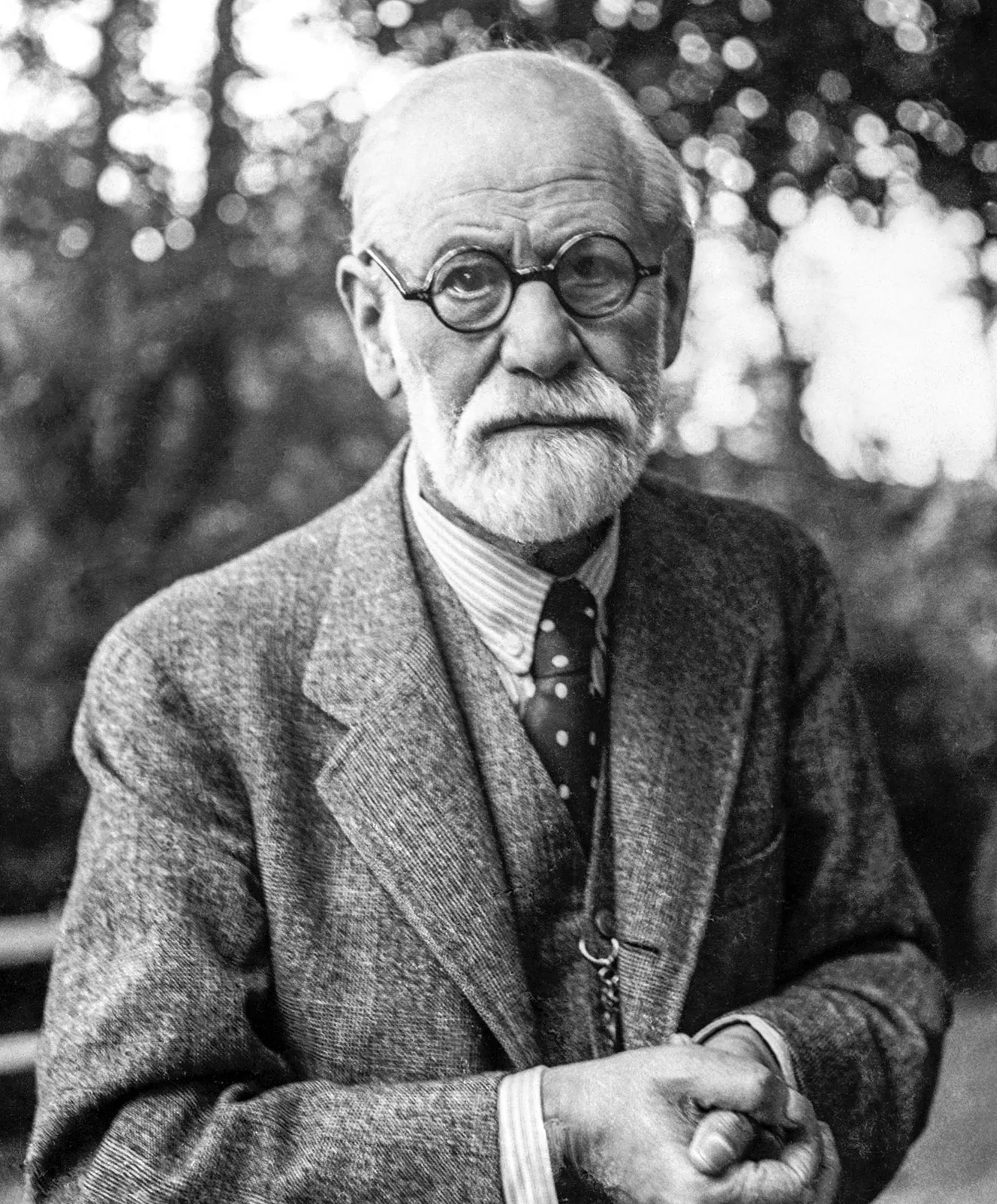
Sigmund Freud en sus últimos años de vida.

Desde el inicio de su carrera psiquiátrica se interesó por los estudios de Eugen Bleuler, Pierre Janet, y sobre todo, Sigmund Freud. La creación de un método de análisis de los sueños y su interpretación resultaron muy valiosos en la comprensión de la sintomatología psicótica. A la edad de veinticinco años Jung inició la lectura de La interpretación de los sueños (Traumdeutung, 1900), y confesaba una insuficiente experiencia como para poder corroborar por aquel entonces todas las teorías de Freud. Tres años después reinició su lectura y pudo ya hilvanar la relación con sus propias ideas. Especialmente dos:
1. Lo que más le interesó a Jung fue la aplicación del concepto de represión como mecanismo de defensa, trasladado desde el campo de la neurosis al de los sueños. Y es que en sus propios experimentos de asociación de palabras, también Jung hallaba represiones a la hora de emitirse respuestas ante la sugerencia de determinados términos: o no se producían o el tiempo de reacción era comparativamente amplio. El experimentador se hallaba en este caso ante un complejo del paciente, lo cual no hizo más que constatar las mismas conclusiones a las que llegara Freud desde lo onírico.
2. Sin embargo, ya desde sus inicios Jung mantuvo su oposición a que la causa de la represión se hallara en el trauma sexual. Constantemente podía corroborar en su propia consulta cómo existían numerosos casos que no se avenían a la sexualidad como etiología.

En el contexto académico de aquella época, Freud era considerado persona no grata, con lo que Jung se hallaba en una difícil situación si pretendía hacer explícitas sus coincidencias y apoyar así la teorización freudiana. Podía proseguir con su propio trabajo y prometedora carrera sin Freud. A pesar de todo «me declaré públicamente a favor de Freud y combatí por él». Lo hizo ante un congreso en Múnich sobre neurosis forzadas, dado que el nombre de Freud fue deliberadamente silenciado. Jung escribió en respuesta en 1906 un artículo para el Münchner Medizinische Wochenschrift (Semanario médico de Múnich) en el que ensalzó la teoría de la neurosis de Freud dada su contribución a las «neurosis forzadas» y recibió como respuesta sendas cartas de advertencia de que su futuro académico peligraría proporcionalmente a su persistencia. Jung continuó manifestándose a favor de la teoría de las neurosis, aunque mantuvo la discordancia acerca de la etiología.
Por estas fechas comenzó el intercambio de correspondencia entre ambos autores, iniciado por Jung con el envío de su obra Diagnostische Assoziationsstudien (Estudios diagnósticos de la asociación, 1906). En 1907 le enviaría también Die Psychologie der Dementia Praecox (Sobre la psicología de la demencia precoz). El intercambio epistolar proseguiría hasta la fecha de su separación, 1913. Gracias a este último trabajo de 1907, incomprendido también entre sus propios colegas, se propició el primer encuentro entre Freud y Jung, a expensas de una invitación del primero en Viena. Es en este momento cuando se suele rememorar la sorpresiva pero explícita circunstancia de que en fecha de febrero de 1907, a la una del mediodía, «hablamos durante trece horas ininterrumpidamente, por así decirlo». Impresionó profundamente a Jung que para Freud la sexualidad significara un numinosum, impresión confirmada tres años después (1910) en una conversación nuevamente en Viena.

Mi querido Jung, prométame que nunca desechará la teoría sexual. Es lo más importante de todo. Vea usted, debemos hacer de ello un dogma, un bastión inexpugnable contra la negra avalancha del ocultismo.
Sigmund Freud, 1910.

Un rasgo de su carácter me preocupaba en especial: la amargura de Freud. Ya me llamó la atención en nuestro primer encuentro. Durante mucho tiempo no logré comprenderlo hasta que pude relacionarlo con su actitud respecto a la sexualidad. Para Freud la sexualidad significaba ciertamente un numinoso, pero en su teoría se expresa exclusivamente como función biológica. Sólo la inquietud con que hablaba de ello permitía deducir que en él resonaba más profundamente. En última instancia quería enseñar —así por lo menos me lo pareció a mí— que, vista desde dentro, la sexualidad implicaba también espiritualidad o tenía sentido. Su terminología concreta era, sin embargo, demasiado limitada para poder expresar esta idea. Así pues, me daba la impresión de que trabajaba contra su propio objetivo y contra sí mismo; y no existe amargura peor que la de un hombre convertido en el más encarnizado enemigo de sí mismo. Según su propia expresión, se sentía amenazado por la «negra avalancha», él, que había propuesto principalmente vaciar las oscuras profundidades.
Carl Gustav Jung. Recuerdos, sueños, pensamientos.

Y prosigue Jung,

Freud no se preguntó nunca por qué debía hablar constantemente sobre el sexo, porque este pensamiento le poseía. Nunca tendría consciencia de que en la «monotonía del significado» se expresaba la huida de sí mismo, o de aquella otra parte suya que quizás pudiera definirse como «mística». Sin reconocer esta parte no podía sentirse acorde consigo mismo. Era ciego frente a la paradoja y la ambigüedad de los significados del inconsciente, y no sabía que todo cuanto emerge del inconsciente posee algo superior e inferior, algo interno y externo. Cuando se habla de lo externo —y esto hizo Freud— se considera sólo la mitad de ello y, consiguientemente, surge en el inconsciente una fuerza antagónica.
Carl Gustav Jung. Recuerdos, sueños, pensamientos.

Jung llegaría a decir de Freud que fue un prisionero de un punto de vista, «una figura trágica, pero un gran hombre». Retomando la hipótesis del Poder de Alfred Adler, Jung estableció una relación entre Freud y Nietzsche, de tal modo que si en Freud se produce una deificación de Eros, en Nietzsche ocurre lo mismo respecto de la voluntad de poder, dado que Eros y Poder serán dos principios antagónicos pero complementarios que el ardid de la historia del espíritu había querido que fueran ensalzados. Pero toda numinosidad lleva implícita en su reivindicación su propia destrucción, toda numinosidad es verdadera en cierto aspecto e incierta en otro. «La vivencia luminosa se eleva y se hunde a la vez». De este modo, si Freud hubiera apercibido el carácter numinoso de la sexualidad no hubiera generado un reduccionismo biológico, y Nietzsche, al adentrarse en lo numinoso implícito a la Voluntad de poder, hubiera dado más importancia a los fundamentos de la existencia humana, sin la necesidad de un Superhombre. Siempre que el alma, debido a una experiencia numinosa, es sometida a una brusca oscilación existe el peligro de que los hilos de los que cuelga se rompan. Un hombre cae en un «sí absoluto» y otro en un «no absoluto». Se tiende a los extremos como verdad. De ahí la necesidad del concepto de nirvana, dice el oriente: «libre de los dos». «No nos hemos dado cuenta siempre de lo que significa que no exista nada en absoluto, si una consciencia pequeña —¡oh, tan efímera!— no ha observado algo de ello».

#### Sobre precognición y parapsicología
Cuando Jung visitó a Freud en Viena en 1909 le preguntó qué pensaba acerca de ello. Recibiría un más que predecible rechazo desde un prejuicio materialista que remitía al absurdo, todo ello desde el positivismo más superficial. Sin embargo, «...transcurrieron todavía algunos años hasta que Freud reconoció la importancia de la parapsicología y la autenticidad de los fenómenos “ocultos”».

Mientras Freud exponía sus argumentos, yo sentí una extraordinaria sensación. Me pareció como si mi diafragma fuera de hierro y se pusiera incandescente —una cavidad diafragmática incandescente. Y en este instante sonó un crujido tal en la biblioteca, que se hallaba inmediatamente junto a nosotros, que los dos nos asustamos. Creímos que el armario caía sobre nosotros. Tan fuerte fue el crujido. Le dije a Freud: «Esto ha sido un fenómeno de exteriorización de los denominados catalíticos». «¡Bah —dijo él—, esto sí que es un absurdo!». «Pues no», le respondí, «se equivoca usted, señor profesor. Y para probar que llevo razón le predigo ahora que volverá inmediatamente a oírse otro crujido». Y, efectivamente: ¡apenas había pronunciado estas palabras se oyó el mismo crujido en la biblioteca! Freud me miró horrorizado.
Carl Gustav Jung. Recuerdos, sueños, pensamientos.

#### Viaje a Estados Unidos

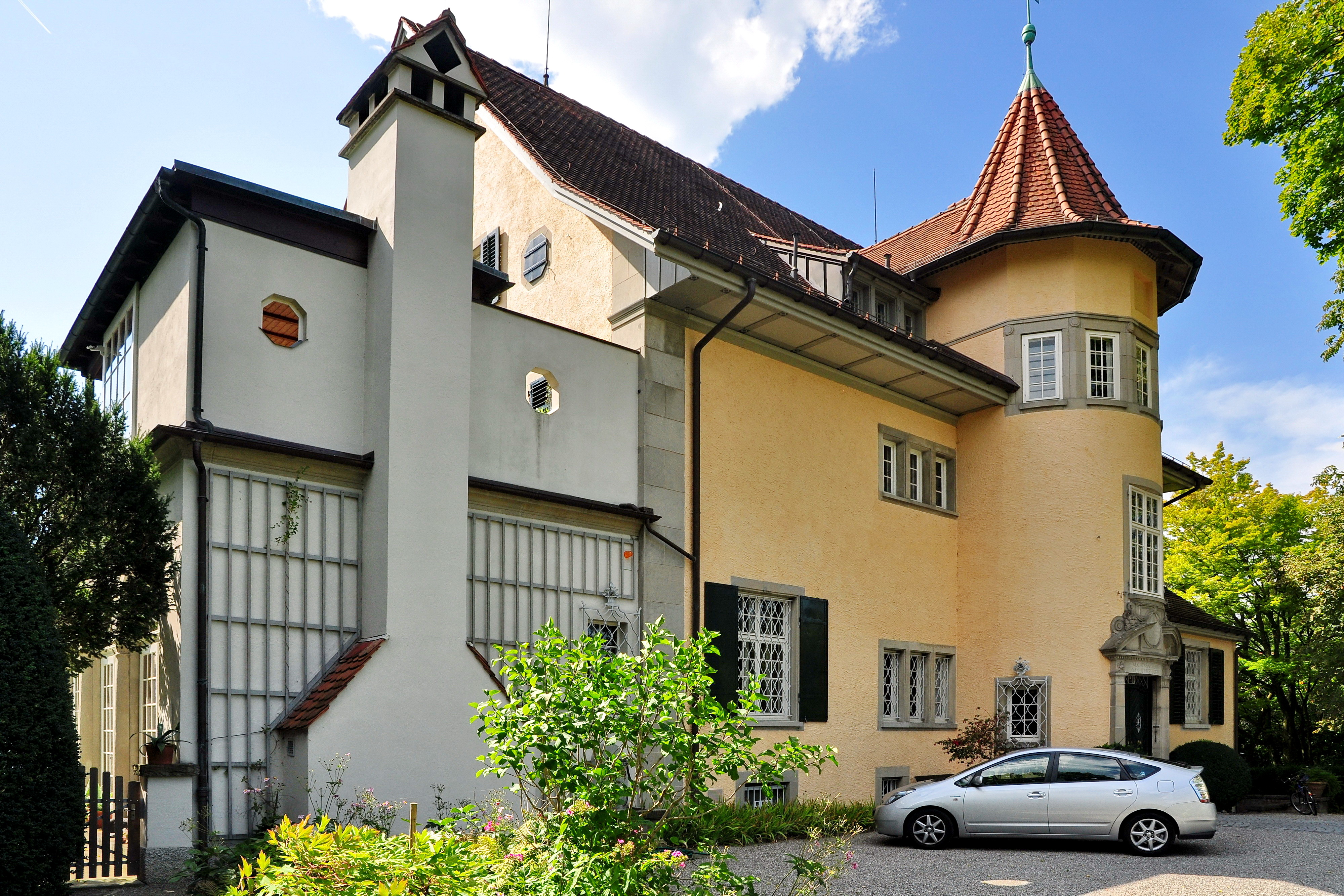
Casa Museo C. G. Jung.

El 27 de abril de 1908, en Salzburgo, Jung participó en el Primer Congreso de Psicoanálisis, también denominado Primer Congreso de Psicología Freudiana o Primer Congreso Internacional de Psicoanálisis. Jung presenta allí la «teoría freudiana de la histeria». El mismo año compra unos terrenos en Küsnacht, frente al lago de Zúrich, y se propone la construcción de una casa de tres plantas. El 28 de noviembre de dicho año nace su único hijo varón, Franz.
En marzo de 1909 se publicó el primer número del Anuario de investigaciones psicoanalíticas y psicopatológicas (Jahrbuch für psychoanalytische und psychopathologische Forschungen), y Jung fue su editor. Renunció a la clínica Burghölzli y se mudó a su nueva casa en Küsnacht, donde residiría durante el resto de sus días. Ese mismo año, del 6 al 11 de septiembre, Jung aceptó una invitación de la Universidad Clark, en Worcester, Massachusetts, para pronunciar una serie de conferencias sobre los ensayos de asociación. Freud también fue invitado de forma independiente, y a ambos los acompañó Sándor Ferenczi. Allí recibieron el doctor honoris causa el día 11. Iniciarían viaje desde Bremen, lugar de encuentro donde acontecería otra famosa anécdota referente a un desmayo de Freud ante el interés puntual de Jung acerca de las «momias del pantano». Freud creía que Jung le deseaba la muerte inconscientemente. Un segundo desmayo aconteció en el Congreso psicoanalítico de Múnich de 1912, cuando se disertaba acerca de Amenofis IV. Nuevamente revoloteaba la fantasía sobre el asesinato del padre, dentro de la relación transferencial entre Freud y Jung. Si a todo ello se suma que Freud había aludido con anterioridad a su deseo de que Jung fuera su «sucesor y príncipe heredero», y que este no se hallaba en la tesitura que permitiera satisfacer tal demanda —tanto por discrepancias teóricas como por el desinterés que le producía el prestigio personal consecuente—, no es difícil encontrar una explicación a tales desmayos de carácter «histérico».
El viaje a Estados Unidos duró siete semanas, durante las cuales permanecían juntos todos los días y se analizaban sus sueños. Ante algunos de los más importantes de Jung, Freud no supo qué interpretación darles, incluso uno de ellos parecía constituir una especie de introducción a la obra Wandlungen und Symbole Der Libido (Transformaciones y símbolos de la libido), así como la primera oportunidad que se le presentó a Jung para formular su concepto de inconsciente colectivo. Un concepto de inconsciente a priori del inconsciente personal, en el que, al contrario de Freud, no cabía nada arbitrario ni intención engañosa alguna. Sin embargo, Jung supo completar el análisis de un sueño de Freud, para lo cual requería de su sinceridad y de la comunicación de algún detalle de su vida privada. Freud respondió: «El caso es que no puedo arriesgar mi autoridad». Jung entendió con ello que Freud anteponía la autoridad personal a la verdad. El final de la relación estaba ya consolidada en medio de las aguas del Atlántico. Del sueño de Jung emergió su antigua afición a la arqueología, derivando hacia el estudio del simbolismo y mitología de los pueblos antiguos. De hecho, en octubre de 1909 Jung escribe a Freud: «La arqueología, o mejor dicho, la mitología, me ha atrapado», interés palpable hasta el final de la Primera Guerra Mundial. Durante dicho estudio hallará la obra de una joven americana, Mss. Miller, quedando impresionado por el carácter mitológico de sus fantasías. Conjuntamente a su conocimiento sobre mitos surgirá Transformaciones y símbolos de la libido.
Del 30 al 31 de marzo de 1910 se llevó a cabo en Núremberg el segundo Congreso Internacional de Psicoanálisis y Jung fue designado presidente permanente de la recién fundada Asociación Psicoanalítica Internacional (API) (cargo al que renunció en 1914). Ya en agosto de 1911 se publicó la primera parte de Transformaciones y símbolos de la libido, contenido que en sí no conllevaría aún ningún disenso con la ortodoxia freudiana, pero ya Jung va dejando entrever en sus memorias lo siguiente:

Ahora lo veía claro. Él mismo (Freud) tenía una neurosis y concretamente fácil de diagnosticar por sus síntomas bastante desagradables, como descubrí en nuestro viaje a América. (...) Había visto que ni Freud ni sus discípulos podrían comprender qué significaba el psicoanálisis en la teoría y en la práctica, puesto que ni siquiera el maestro había logrado resolver su propia neurosis. Cuando anunció su intención de identificar y dogmatizar la teoría y el método, ya no pude cooperar más con él, y no me quedó más opción que retrotraerme a mí.

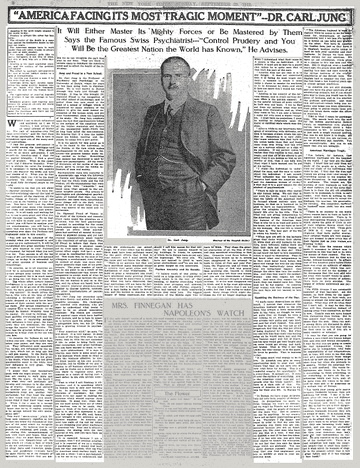
Portada de The New York Times en su número del sábado 29 de septiembre de 1912 donde publica una entrevista de una página entera con una foto de Jung y con el título America Facing Its Most Tragic Moment – Dr. Carl Jung.

Hacia 1912, Jung terminó «El sacrificio», última sección de la segunda parte de Transformaciones y símbolos de la libido, y sabía de antemano que lo expuesto le costaría su amistad con Freud. «Tenía que exponer allí mi propia noción del incesto, la transformación decisiva del concepto de la libido, además de otras ideas por las que me diferenciaba de Freud». Se lo comentó a su mujer, estuvo dos meses preocupado y sin tocar pluma. Finalmente se decidió a escribir y efectivamente le costó la amistad con Freud. Freud se sintió disgustado con los descubrimientos que Jung le transmitía, de modo que su relación epistolar comenzó a reflejar la creciente tensión entre ambos. El 25 de febrero de 1912, Jung fundó la Sociedad de Intereses Psicoanalíticos y con este acto formalizó el camino hacia su propia versión del psicoanálisis. En septiembre pronunció unas conferencias en la Universidad de Fordham de Nueva York que se centraron en el tema del psicoanálisis y sus diferencias con Freud, referidas a tres aspectos fundamentales: primero, la represión no da cuenta de todos los estados; segundo, las imágenes inconscientes pueden tener un significado teleológico y tercero, la libido, o energía psíquica, no es exclusivamente sexual. Durante el mismo mes, se publicó la segunda parte de Transformaciones y símbolos de la libido, texto en el que Jung propone que el incesto alude más al simbolismo que a la literalidad.

#### Ruptura
En el año 1913 se producirá la ruptura definitiva con Freud. La separación afecta profundamente a Freud; Jung está destrozado. Consecuencia directa de dicho estrés fue la contribución a un colapso nervioso que amenazaba ya desde 1912. Renuncia por tanto a su puesto en la Universidad de Zúrich, aparentemente porque su consulta privada ha aumentado mucho, pero es más factible que fuera debido a su estado de salud. Durante dicha época se instalaron en Zúrich Edith y Harold McCormick —una pareja de filántropos norteamericanos— y ella fue analizada por Jung.  Edith McCormick fue la primera de varios patrocinadores ricos y muy generosos.
La crisis profunda y terminal que afectaba la relación entre Freud y Jung se ve reflejada en su intercambio epistolar de inicios de 1913. En una carta del 3 de enero, Freud escribió a Jung:

Su alegato de que trato a mis seguidores como pacientes es evidentemente falso.... Es una convención entre los analistas que ninguno de nosotros debe sentirse avergonzado de su propia neurosis.... Pero uno [refiriéndose a Jung] que, mientras se comporta anormalmente, sigue gritando que es normal da sustento a la sospecha de que le falta asumir su enfermedad. En consecuencia, propongo que abandonemos nuestras relaciones personales enteramente.
Sigmund Freud, 1913.

Tres días después Jung sentenciará:

Querido señor profesor. Me resignaré a su deseo de renunciar a nuestras relaciones personales, pues jamás impongo mi amistad a nadie. Por lo demás, piense en lo que este momento significa para usted. «Lo demás es silencio». (...) Atentamente, Jung.

A partir de este año se iniciará en Jung su segunda etapa vital y de desarrollo tanto personal como profesional.

### El análisis del inconsciente
Seguidamente, en 1914, el psiquiatra suizo dimitió de su cargo en la API y organizó, junto con Alphonse Maeder, las bases de la llamada Escuela de Zúrich. Después de separarse de Freud comenzó para Jung una época de inseguridad interior y de desorientación, un período de turbulencia emocional, exacerbado por las noticias emergentes de la Primera Guerra Mundial, que tuvieron sobre él un efecto devastador, aun cuando radicara en la Suiza neutral. Henri Ellenberger calificó la experiencia de Jung como una «enfermedad creativa» y la comparó con el mismo período para Freud, al que definió en términos de neurastenia e histeria.

Entonces tuve un momento de extraordinaria lucidez, en el cual abarqué con la mirada el camino seguido hasta allí. Pensé: ahora posees la clave de la mitología y tienes posibilidad de abrir entonces todas las puertas que dan a la psiquis humana inconsciente. Pero entonces alguien susurró en mí: «¿Por qué abrir todas las puertas?». Surgió entonces la cuestión de qué era lo que yo había logrado hasta entonces. Había explicado los mitos de los pueblos primitivos, había escrito un libro sobre los héroes, sobre el mito en el que desde siempre vive el hombre. «Pero, ¿en qué mito vive el hombre de hoy?». «En el mito cristiano, podría decirse». «¿Vives tú en él?», me preguntaba. Si debo ser sincero, no. No es el mito en el que yo vivo. «¿Entonces ya no tenemos mito?». «No, al parecer ya no tenemos mito». «¿Pero cuál es, pues, tu mito, el mito en que tú vives?». Entonces me sentí a disgusto y dejé de pensar. Había llegado al límite.

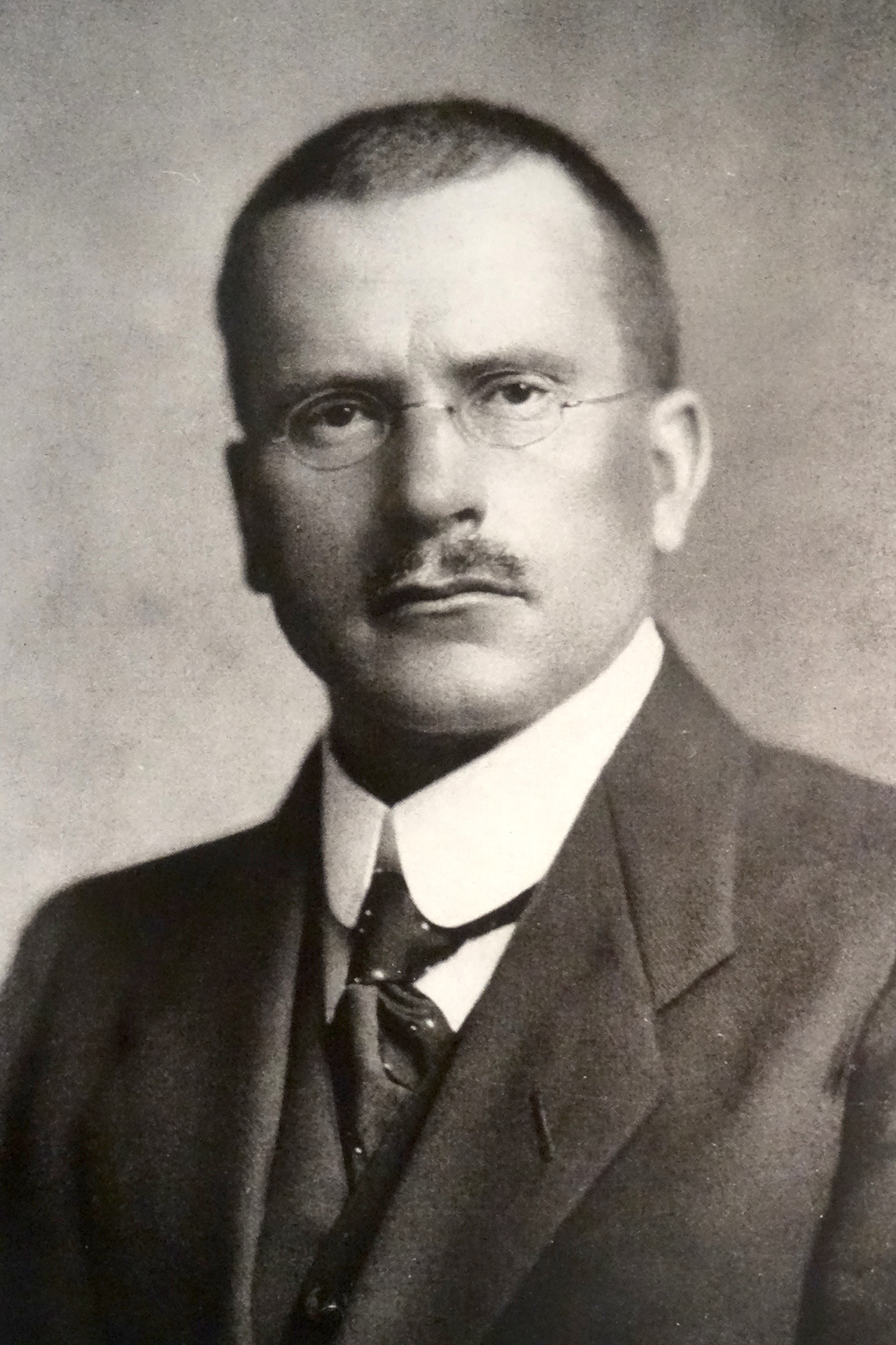
Jung, c. 1915.

A un análisis inicial de sus sueños, fantasías diurnas y contenidos del pasado, siguió la aceptación del desconocimiento de lo que le sucedía. Así pues, decidió «abandonarse conscientemente a los impulsos del inconsciente». De ello derivó la necesidad del juego, la construcción y edificación infantiles como elementos preliminares en el hallazgo de su propio mito.
Hacia otoño de 1913, Jung alude a una deslocalización de su sintomatología interna de carácter psíquico. Es entonces cuando tiene varias alucinaciones que se repiten. La deducción diagnóstica a la que llegó tras todo el cúmulo de episodios de carácter aparentemente psicopatológico fue la del inicio de una psicosis, consecuencia directa de la ruptura con Freud, sobre todo si se tienen en cuenta los antecedentes familiares existentes que incursionaban en lo disociativo. Durante la primavera y principios del verano de 1914 volvieron a sucederse episodios similares de carácter catastrofista, pero esta vez en forma de tres sueños sucesivos. El 1 de agosto estalló la Primera Guerra Mundial, lo que fue interpretado como una confirmación del carácter premonitorio de su sintomatología.
Sería el 12 de diciembre de 1913 cuando «me decidí a realizar el primer paso». Decidió por tanto confrontar los contenidos de lo inconsciente y con ello alumbrar un proceso iniciático concomitante donde llegará a descubrir la existencia de algo más alto que la voluntad del yo y a lo cual había que someterse. Jung debía sacrificar su ideal y su actitud consciente. Poco a poco irían surgiendo diversas representaciones arquetípicas: el héroe (Sigfrido, la serpiente negra), la sombra, el propio yo como complejo, el viejo sabio (Elías, Filemón, el ka egipcio) o el ánima (Salomé). Tras una gradual transformación, en 1916 Jung sintió la necesidad ineludible de escribir y se vio «impulsado desde dentro a formular y expresar lo que podría haber dicho Filemón». Fue desde dicho arquetipo desde donde surgió la imperiosa obligación de transcribir el manuscrito de los Siete sermones a los muertos.

Filemón y otras figuras de la fantasía me llevaron al convencimiento de que existen otras cosas en el alma que no hago yo, sino que ocurren por sí mismas y tienen su propia vida.
Carl Gustav Jung. Recuerdos, sueños, pensamientos.

Será Filemón la imagen deseada por Jung en esos momentos de perturbación y desorden, «una sabiduría y un poder supremos que me desenmarañasen las espontáneas creaciones de mi fantasía». Quien, por un lado, representase la vía de expresión de los «siete sermones», y quien, por otro, diera lugar a una recapitulación teórica y a una validación de la existencia autónoma de los arquetipos, más allá de los complejos, que extiende a lo «colectivo» la adjetivación «personal» del inconsciente freudiano. En definitiva, todo ello constituyó un «prólogo» de lo que tenía que comunicar al mundo sobre lo inconsciente. Además de los Siete sermones a los muertos elaborados en 1916, Jung fue transcribiendo sus experiencias entre 1913 y 1932 en una serie de siete manuscritos denominados Libros negros, a partir de los cuales confeccionó entre 1914 y 1930 el Liber Novus o Libro rojo.

### Acerca del origen de la obra

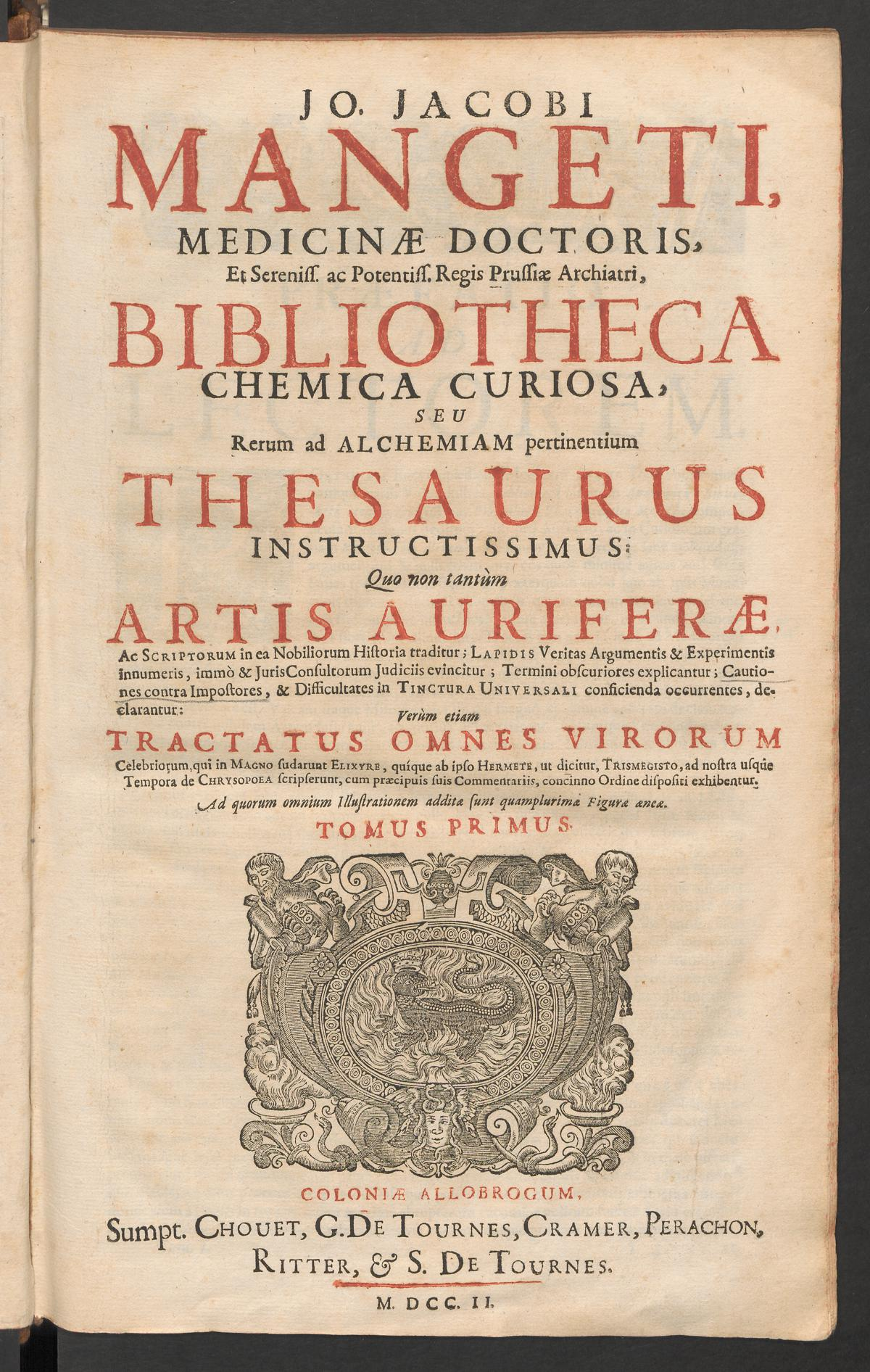
Bibliotheca chemica curiosa, colección de textos alquímicos procedente de la biblioteca privada de Jung (ejemplar original digitalizado por e-rara.ch).

Para Jung, el análisis del inconsciente ya se había implantado al inicio de la segunda mitad de su vida. Añade que necesitó aún veinte años más para comprender los contenidos de sus imaginaciones, pero que lo fundamental en su obra fue hallar «la prueba de la prefiguración histórica de las experiencias internas». Es decir que, para confirmar sus ideas, debió buscar sus premisas en la historia. En ello desempeñó un papel fundamental su hallazgo de la alquimia.

Desde 1918 hasta 1926 me ocupé seriamente de los gnósticos, pues también ellos tropezaron con el mundo primitivo del inconsciente. Captaron sus contenidos e imágenes, que manifiestamente estaban contaminados por el mundo de los impulsos. Es difícil, sin embargo, decir hasta qué punto comprendieron las imágenes, a causa de la escasez de noticias posteriores, que, por lo demás, hemos de agradecer a sus adversarios, los padres de la Iglesia. Pero no es probable, en ningún caso, que tuvieran una concepción psicológica. Respecto a mis interrogantes, los gnósticos estaban muy lejos en el tiempo para que pudiera relacionarme con ellos. La tradición entre gnosis y actualidad me pareció rota y durante mucho tiempo no me fue posible hallar el puente entre el gnosticismo —o neoplatonismo— y la actualidad. Sólo cuando comencé a comprender la alquimia reconocí que por medio de ella se produce la vinculación histórica con el gnosticismo, que por la alquimia se constituye la continuidad del pasado hasta la actualidad. Como filosofía de la edad media, la alquimia tendió un puente lo mismo con el pasado, concretamente con el gnosticismo, que con el futuro, con la psicología del inconsciente.
Carl Gustav Jung. Recuerdos, sueños, pensamientos.

El establecimiento de la psicología del inconsciente fue llevado a cabo por Freud a partir de dos motivos clásicos pertenecientes al gnosticismo: la sexualidad y la autoridad paterna nociva: se pasaría de Yahveh y Dios creador, al mito freudiano del padre primitivo superyoico. Sin embargo, será precisamente la evolución hacia el materialismo, anticipada ya por la alquimia al ahondar en la estructura de la materia, la que impide ver a Freud el espectro completo del gnosticismo: «la pre-imagen del espíritu como otro Dios supremo», (...) «quien envió la crátera, el vaso de las transformaciones espirituales, en auxilio de los hombres». La crátera era un recipiente repleto de espíritu enviado por el Dios creador a la tierra para bautizar a aquellos que deseaban alcanzar una consciencia superior, un útero simbólico de renovación y renacimiento espiritual. Se trataría en definitiva de la existencia de una carencia fundamental en el mito patriarcal y falocéntrico freudiano, y es la ausencia de lo femenino que se vislumbra como principio en la figura gnóstica de la crátera, pero también en el catolicismo, al sustentar una unilateralidad de lo masculino hasta la bula papal de Pío XII, que proclamaba el dogma de la Asunción de María en 1950. Del mismo modo que en el mundo protestante y judío permanece inalterable la figura paterna, en la alquimia sin embargo, se mantuvo un principio femenino equiparable al masculino, de ahí que uno de los principales símbolos alquímicos femeninos fuese el vaso en el que se producían las transformaciones de la materia, o retorta.

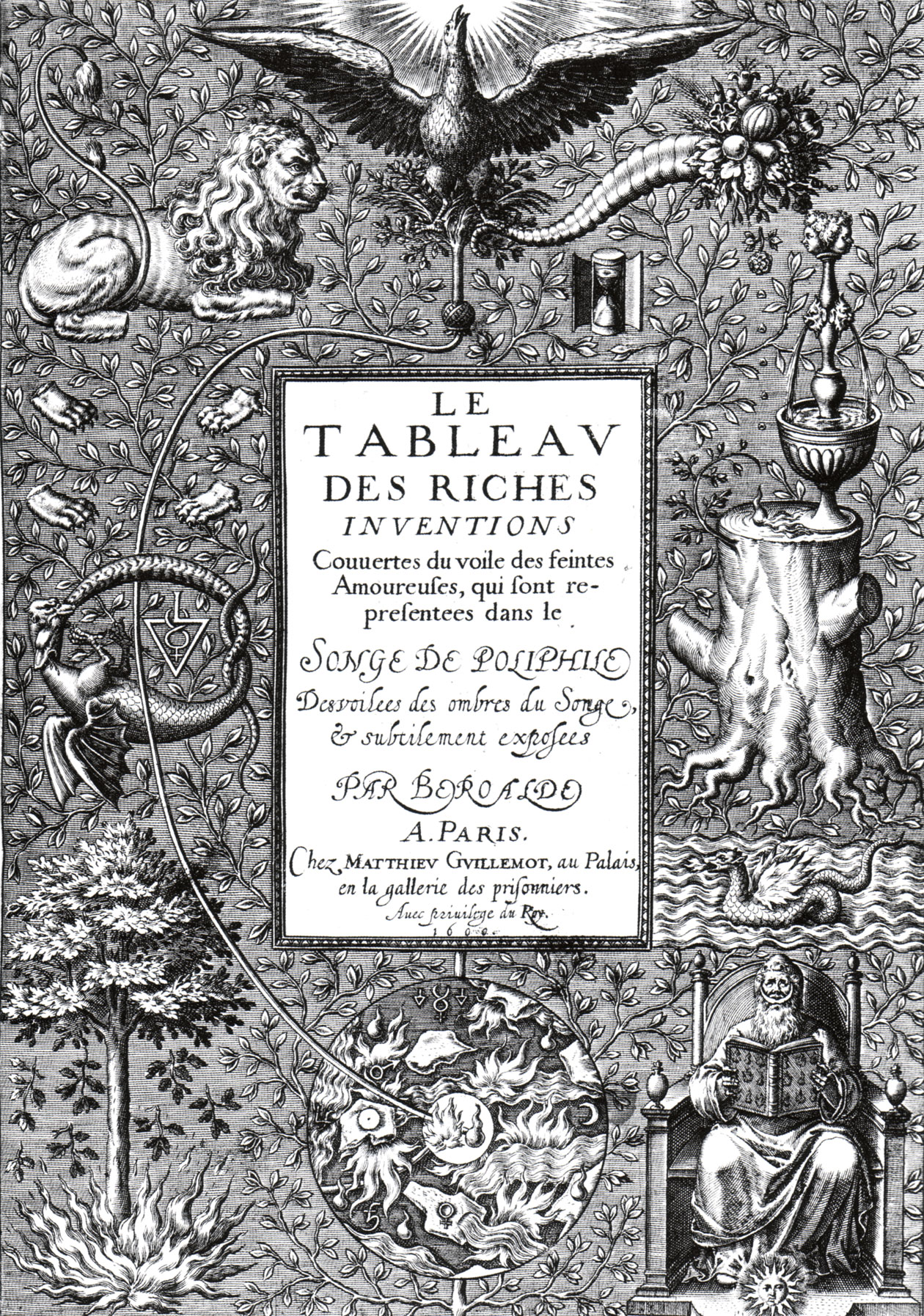
Representación del proceso simbólico que comienza en el caos y concluye con el nacimiento del Fénix. (Portada de la edición de Béroalde de Verville de Le Tableau des riches inventions o Le songe de Poliphile, París, 1600). Figura 4, incluida en Psicología y alquimia.

Jung comenzó a comprender la esencia de la alquimia a través del texto alquímico chino que Richard Wilhelm le envió en 1928, Goldene Blüte o El secreto de la flor de oro. Le siguió por encargo a un librero de Múnich la Artis Auriferae Volumina Duno (1593). Sin embargo, el acceso al complicado lenguaje e imaginería alquímicos se le resistía y lo dejaba por imposible. Llegaba a decir: «¡Dios mío!, ¡qué absurdo! Eso no hay quien lo entienda». Hasta que se dio cuenta de que predominaba el simbolismo en toda la disciplina, y recordando el célebre sueño en que quedaba atrapado en el siglo XVII, concluyó: «¡Sí, así es! Ahora estoy condenado a estudiar toda la alquimia desde el principio». Continuó con el Rosarium philosophorum (1550), y decidió procurarse un diccionario explicativo con referencias cruzadas ante la utilización de expresiones diversas con un sentido que no acababa de comprender. Poco a poco llegó a entender el sentido de las expresiones alquímicas, lo cual le llevó más de una década. Terminó dándose cuenta, en definitiva, de que la psicología analítica concordaba con la alquimia, considerando su descubrimiento el equivalente histórico a la psicología del inconsciente. De ello se extrae la existencia de un proceso de transmutación arquetípica que evoluciona durante los siglos, de ahí el Fausto de Goethe, o el mismo proceso de individuación en Jung. Se trata de un proceso suprapersonal, un «mundus arquetipus». Es precisamente a través de la alquimia como Jung se percató de que el inconsciente es un proceso dinámico, recíproco y bidireccional entre el yo y los contenidos de lo inconsciente, verificable a nivel individual, por los sueños y las fantasías, y a nivel colectivo, en los diversos sistemas religiosos y en la transmutación de sus símbolos.
En su obra Psicología y alquimia (1944) corrobora que su etapa de 1913 a 1917 se correspondía al «proceso de transmutación de la alquimia», y que la relación entre el simbolismo inconsciente y la religión cristiana se ejemplificaba con el concepto alquímico de Lapis, la piedra, como figura paralela a Cristo, así como con el aurum non vulgi y con la viriditas de los alquimistas. Con ello verificaba Jung la existencia de un «Cristo alquímico», anima mundi o filius macrocosmi, la inmanencia del antropos viviente en todo el mundo, «Cristo como unificación de materia espiritualmente viva y físicamente muerta».

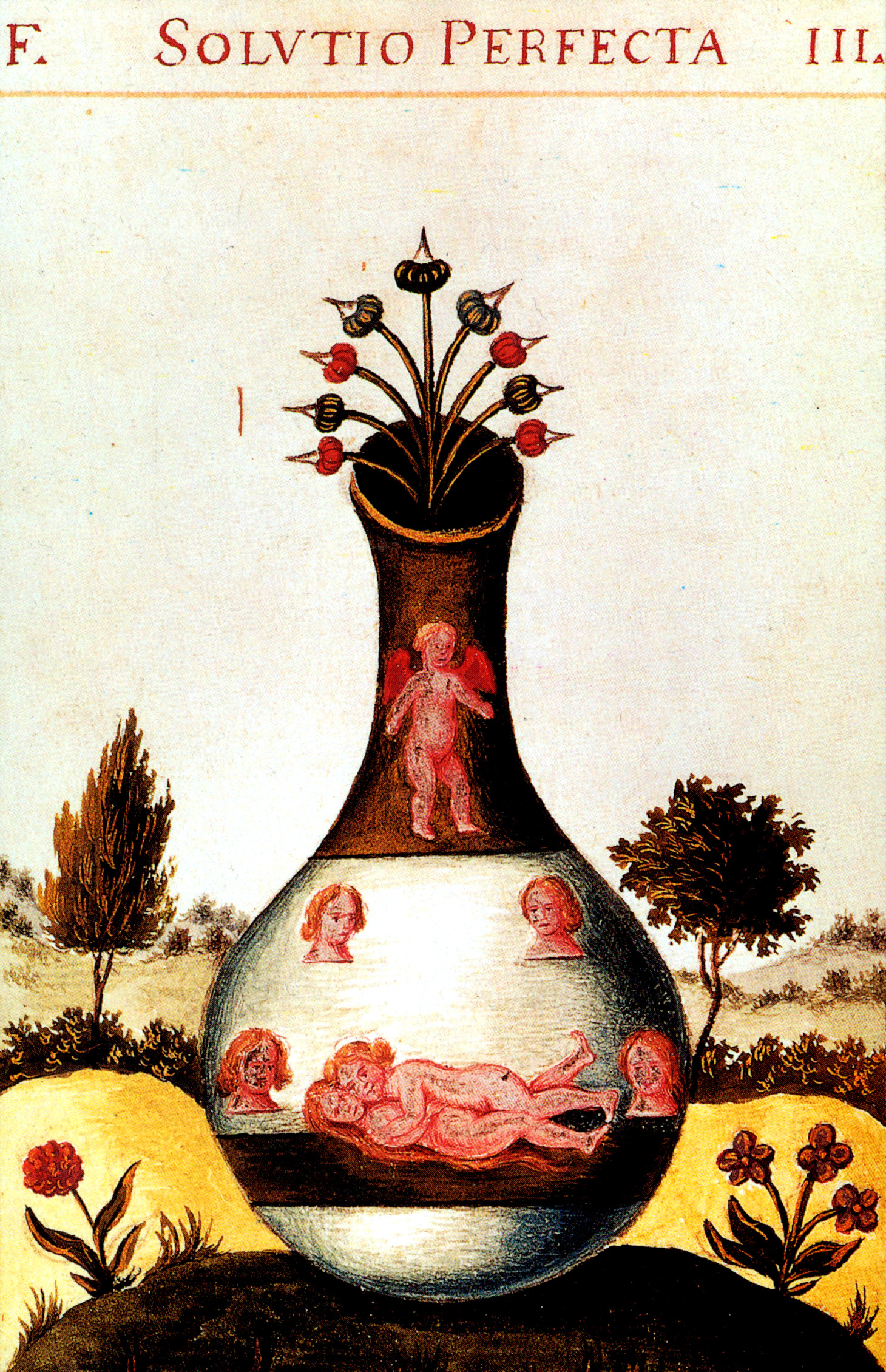
Conjunción de los opuestos en el vaso hermético o bien en el agua (=lo inconsciente). (Del Trésor des trésors —ca. 1620-1650—, Ms. 975. Bibliothèque de l'Arsenal, París). Figura 226, incluida en Psicología y alquimia.

En Aion (1951), plantea la figura histórica, el hombre Jesús. La mentalidad colectiva de la época o constelación arquetipal, la prefiguración del «antropos», se abatió sobre él; el hijo del hombre, o hijo de Dios, se enfrentaba al señor de este mundo. El hecho de que Jesús se convirtiera en el «salvador mundi» tuvo que ver con la suma de una proyección colectiva procedente de una constelación arquetipal histórica sobre «una personalidad de talla aventajada». La desposesión individual y colectiva de toda autonomía e independencia espiritual en la época de César encuentra su paralelismo en la masificación contemporánea, que también añora el regreso de un salvador, en este caso bajo la forma de «un hijo de la técnica», hallándose sus manifestaciones bajo la apariencia de la expansión mundial del fenómeno ovni, tal y como detalla en su obra de 1958 Un mito moderno. De cosas que se ven en el cielo. También observó Jung en la alquimia la «coniunctio», o «unificación», concepto paralelo al de transferencia, eje central tanto en psicoanálisis como en psicología analítica.
Su obra Respuesta a Job se encuentra ya contenida implícitamente en «Aion», al ser Job una prefiguración de Cristo, unidos por la idea del sufrimiento. El antagonismo de Dios, su ambivalencia, el lado oscuro y numinoso de la imagen de Dios, fundamenta la obra, a raíz del cuestionamiento de público y pacientes, y sin pretensión alguna de proclamar verdad metafísica alguna, a diferencia de lo que llegó a opinar la teología. Jung llegaría a decir: «Algo se obstina en mí y no quiere ser el pez mudo». Existe (...) «la idea de la criatura que supera al creador por margen escaso pero decisivo».
Finalmente, su obra Mysterium coniunctionis (1955-1956) se constituye en el culmen de la confrontación entre la alquimia y la psicología analítica. Vuelve a exponer el tema de la transferencia, pero sobre todo realiza una síntesis final entre alquimia y psicología profunda.

Sólo con Mysterium coniunctionis mi psicología se situó definitivamente en la realidad y se cimentó históricamente como un todo. Con ello mi tarea estaba terminada, mi obra hecha y concluida. En el instante en que logré mi objetivo accedí a los límites más extremos de lo para mí concebido científicamente, a lo trascendente, la esencia del arquetipo en sí, más allá de lo cual ya no es posible expresar nada más en el aspecto científico.
Carl Gustav Jung. Recuerdos, sueños, pensamientos.

### Bollingen

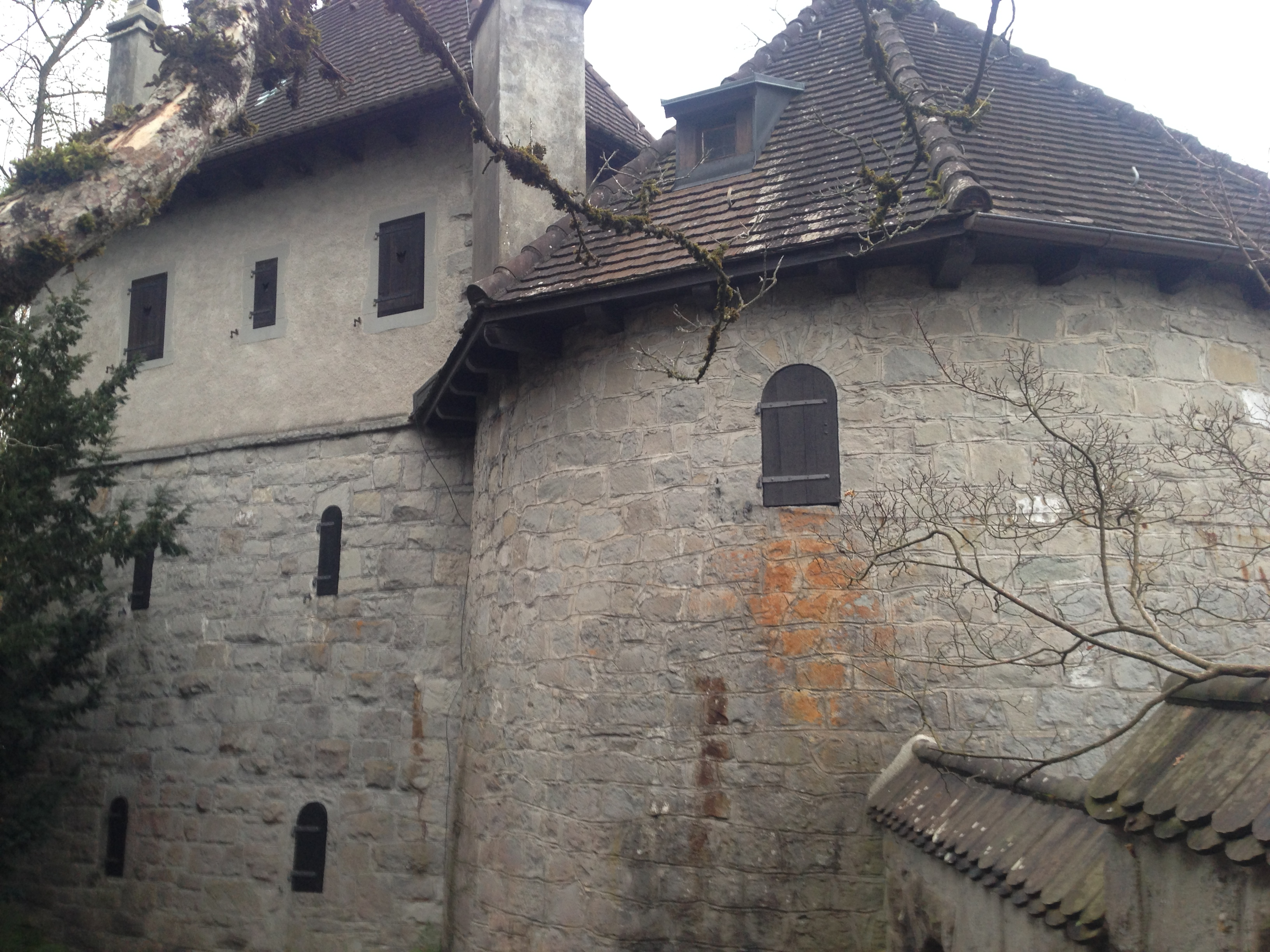
Torre de Bollingen.

Durante la década de los años 20, con cuarenta y cinco años de edad, una vez superada una crisis existencial «en la mitad de su vida», y aumentado complementariamente su reputación internacional, se dedicó durante cinco años a viajar asiduamente, sobre todo interesado en culturas primitivas. En 1921 se publicará su obra Tipos psicológicos, donde desarrollará sus ideas de la existencia de dos actitudes de la psique: introversión y extraversión, así como cuatro funciones: pensamiento, sentimiento, sensación e intuición. También se incluye en dicha obra la primera alusión a su concepto central del sí-mismo como objetivo de desarrollo psicológico.
Simultáneamente sería durante esta época cuando comenzó a retirarse a Bollingen, su segundo hogar o residencia. En 1922 adquiere en propiedad unos terrenos a orillas del lago de Zúrich, ubicación aislada que se situaba a unos cuarenta kilómetros de su hogar principal en Küsnacht y a dos de una aldea denominada Bollingen. Se trata de un pequeño pueblo cerca de Rapperswil, en el cantón de San Galo, Suiza. Está localizado en la orilla norte del lago de Zúrich y es parte del municipio de Jona. En 1923 muere su madre. Jung aprende a esculpir piedra y, con escasa ayuda profesional, inicia la construcción de su segunda casa, caracterizada por un sólido torreón. Más adelante lo complementará con un vestíbulo, otra torre y un anexo. Descarta la instalación de electricidad y teléfono. Denominará al edificio simplemente «Bollingen». Será durante el resto de su vida su lugar de retiro, tranquilidad, renovación, meditación y experimentación personal.

### Viajes

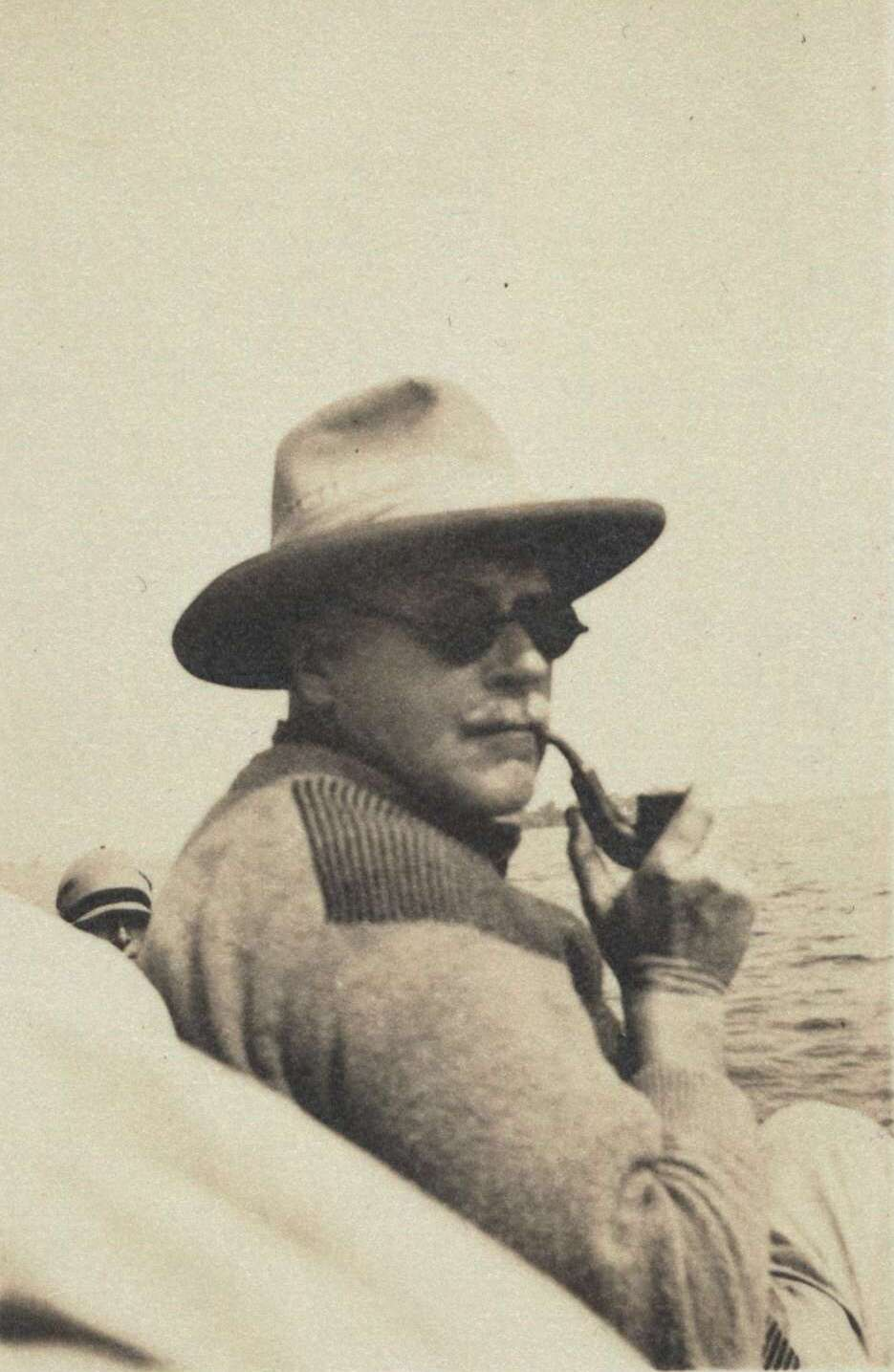
Jung c. 1921.

En el curso de la primera posguerra, Jung se convirtió en un viajero del mundo, gracias a los copiosos fondos que obtuvo por las ventas de sus libros, honorarios y dinero percibidos por haber alcanzado el status senior en las instituciones médicas para las que trabajaba. Los lugares que visitó fueron los siguientes:

#### África del Norte
A comienzos de 1920, Jung fue invitado por un amigo a viajar a Túnez. Inició el viaje en marzo y se dirigió primero a Argelia, desde allí siguió a Túnez y finalmente arribó a Susa, donde dejó partir a su amigo dado que debía atender asuntos de negocios. Posteriormente se dirigió hacia el sur, a Sfax y de ahí a Tozeur, la ciudad oasis, en el Sáhara. Su siguiente destino fue el oasis de Nefta, a donde partiría a caballo con su intérprete. Su itinerario finalizó con el regreso a Túnez, desde donde embarcó hacia Marsella. Durante esa noche tuvo el famoso sueño del Kasbat.
En su relato sobre este viaje, afirmó que su encuentro con la cultura árabe le llegó a impresionar poderosamente. De dicho encuentro extrajo su confrontación con el arquetipo de la sombra, no la individual, sino la colectiva, aquella que es reprimida en la psique inconsciente por parte del europeo y su presunta consciencia civilizada. La esencia emocional de aquellas culturas que viven de afectos revive en lo «civilizado» una parte del ser que no conviene negar, sino conservar y confrontar, dado que todo tiene un objetivo y un sentido, y toda nuestra psique se dinamiza en relación con la economía de un Todo. La consciencia siempre es «parcial».
Este viaje dejó en Jung «el más vivo deseo de volver a África», lo que hará realidad cinco años después.

#### Indios pueblo

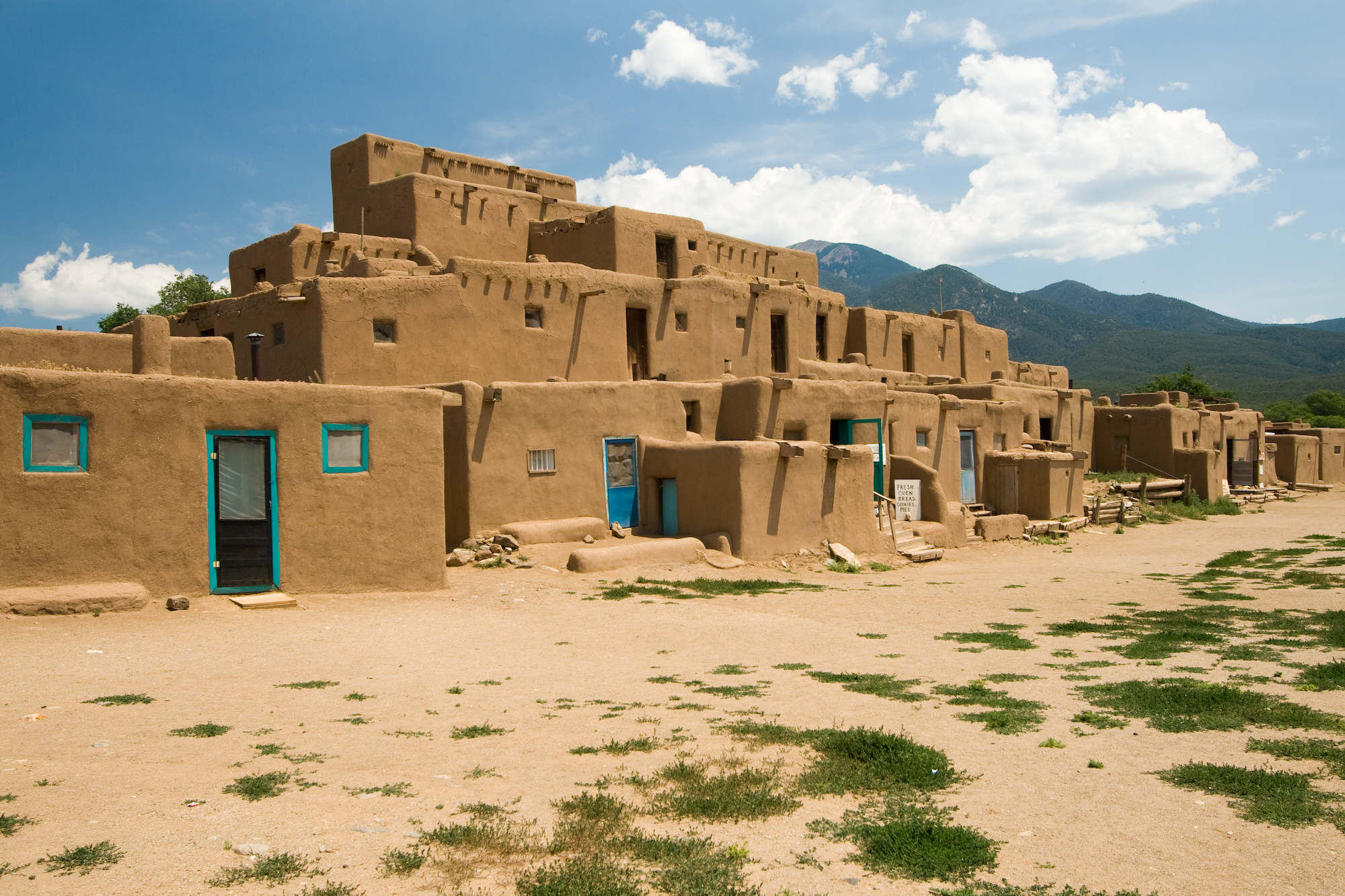
Pueblo de Taos.

En su afán de desligarse del prejuicio e idiosincrasia contenidas en la consciencia de la cultura del hombre blanco, prosiguió en su comparación histórica descendiendo a un nivel cultural más profundo. Gracias a algunos amigos, esta vez americanos, en enero de 1925 visitó a los Indios pueblo constructores de ciudades, en Nuevo México, entablando conversación por primera vez con un hombre no europeo, cacique de un pueblo denominado Tao, y llamado Ochwiä Biano. Jung tuvo también ocasión de experimentar la poderosa impresión que causa el Gran Cañón del Colorado y de visitar a los indios que viven en pequeñas tiendas en el Cañón de los Frijoles, también en Nuevo México.
Nuevamente confrontará la crueldad histórica del hombre blanco, nuestra verdadera naturaleza humana, con su descompensación favorecedora de la «cabeza» y no del «corazón», tal y como le fue expresado, de la colonización en nombre de la avidez. Jung se encontró con un pueblo cuya religión y el ejercicio de su culto eran inaccesibles y un misterio para el hombre blanco extranjero, precisamente como instrumento de resistencia y persistencia en el tiempo frente a este. Sin embargo, paulatinamente descubrió una identificación divina con el sol, así como un simbolismo de la montaña y del agua. Se consideraban a sí mismos como «hijos del padre sol», cuya religión ayudaba a su padre a recorrer el cielo cada día; si no, existiría una noche eterna. Su culto involucraba por tanto a toda la humanidad. Compara entonces Jung el racionalismo europeo que nos aleja del mundo místico y la pérdida consecuente que ello conlleva.

#### Kenia y Uganda[84]

##### Kenia
En otoño de 1925 se dirigió con dos amigos, un inglés y un americano, hacia Mombasa, Kenia, en un vapor Woerman, dado que tiempo atrás había deseado viajar hacia el África tropical. Tras dos días de estancia en su destino tomaron rumbo a Nairobi. Sería al atardecer cuando, en tren de vía angosta, emprenderían viaje al interior del país. En el transcurso del viaje relata Jung un «sentiment du déjà vu» muy vivo al ver sobre un pico rocoso una figura delgada y negra, inmóvil, mirando al tren y apoyada sobre una larga lanza.

(...) su mundo era el mío desde hacía incontables milenios.
Carl Gustav Jung. Recuerdos, sueños, pensamientos.

Desde Nairobi, y esta vez en un pequeño Ford, visitaron un gran coto de caza: los Athi Plains, una amplia sabana repleta de vida animal. Separándose de sus acompañantes hasta quedar solo, y divisando aquella inmensidad, llegó al siguiente convencimiento:

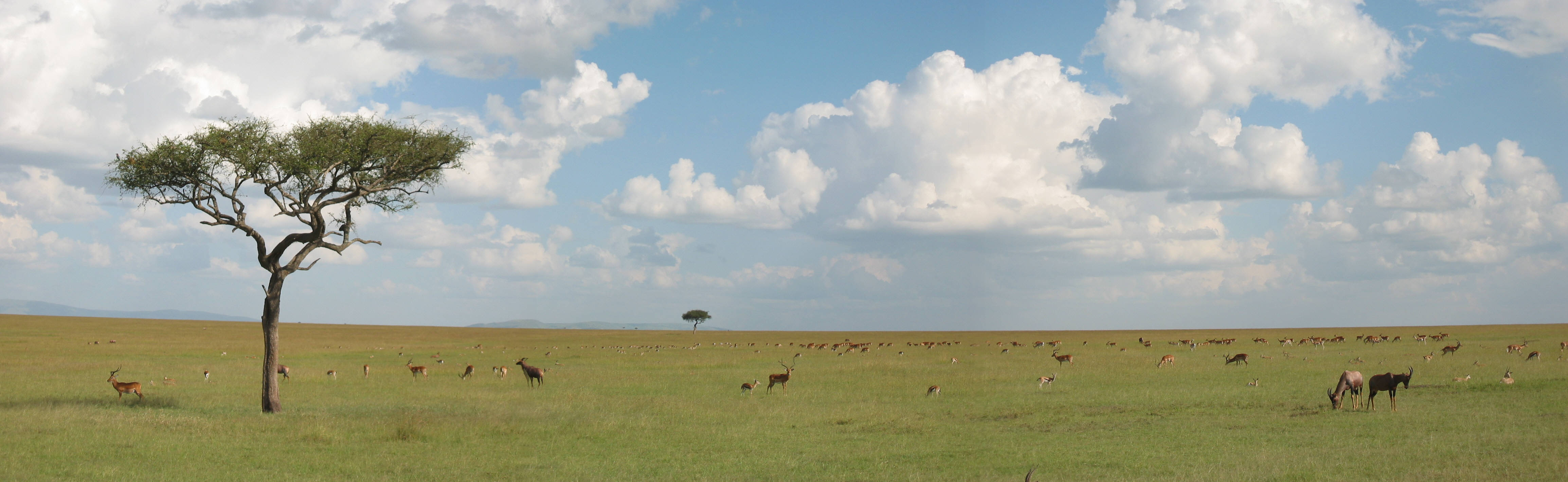
Sabana en Masái Mara, Kenia.

(...) Cuando, estando en Athi Plains, en África Oriental, contemplé desde una pequeña colina aquellos rebaños de millares de venados pastando en silenciosa calma, como venían haciendo desde hace inconmensurables períodos de tiempo, tuve la sensación de ser el primer hombre, el primer ser que sabía que todo eso «es». Todo ese mundo que me rodeaba estaba aún en el silencio inicial y no sabía que era. Y justamente en ese momento en que yo sabía, había surgido el mundo y sin ese momento nunca hubiera existido. Toda la naturaleza busca esa finalidad y la encuentra, ya cumplida, en el hombre, y siempre sólo en el hombre más consciente. Cada paso pequeñísimo hacia delante sobre la senda que lleva a la consciencia crea mundo.
Carl Gustav Jung. Obra completa. Volumen 9/I. Los arquetipos y lo inconsciente colectivo.

##### Uganda

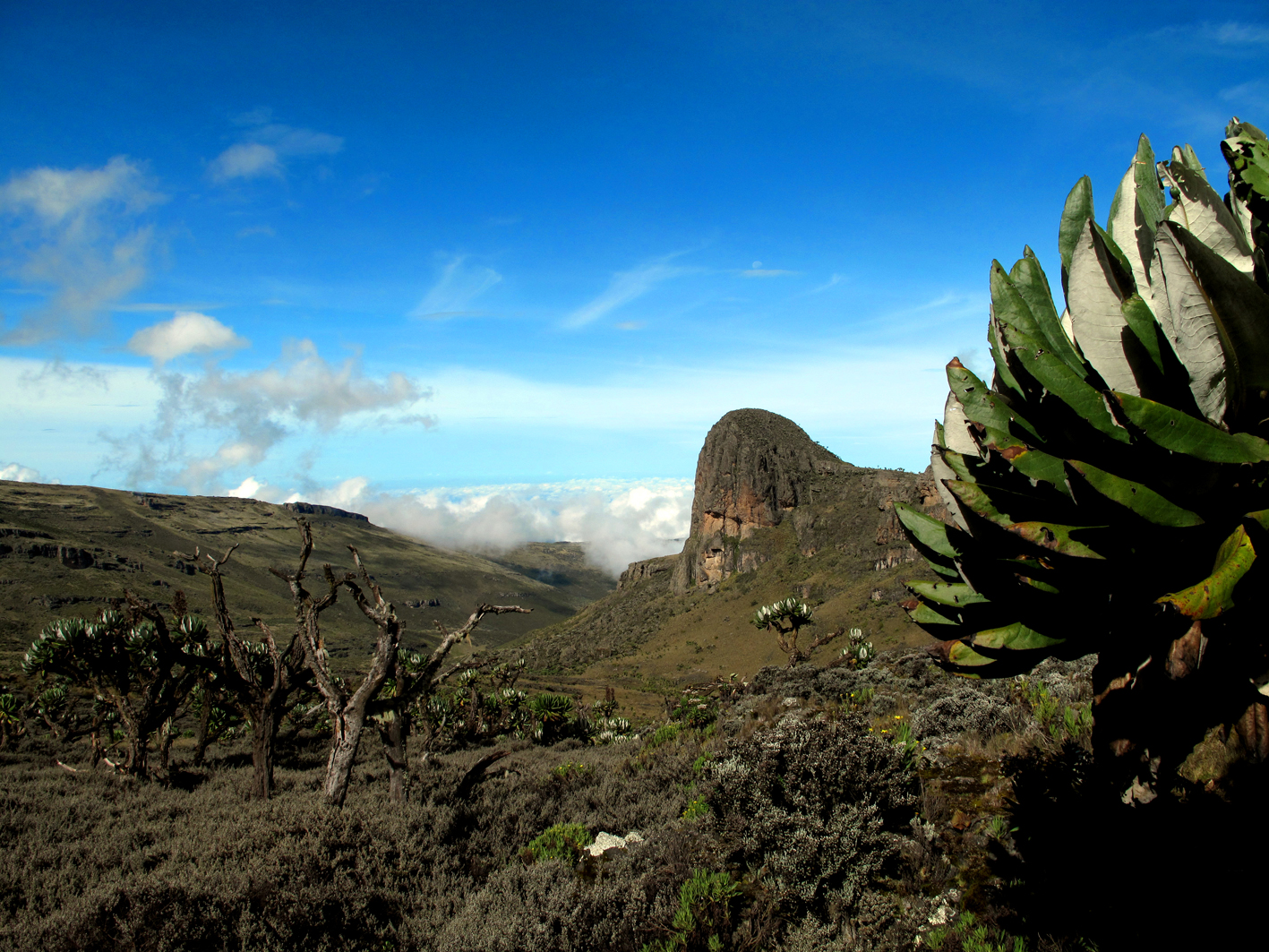
Monte Elgon, Kenia.

Seguidamente, tomaron el tren de Uganda recalando en un provisional fin de trayecto, Sigistifour, al encontrarse el recorrido completo en vías de construcción. Mientras se descargaba el equipaje, se le acercó un inglés que llevaba cuarenta años en África y le hizo la siguiente recomendación: «Este país no es del hombre, sino de Dios. Así que, si algo le pasara, siéntese y no se preocupe». Dios se situaba sobre el hombre, el inescrutable designio sobre toda voluntad o propósito. El recorrido se reinició, esta vez en dos autos, hasta Kakamengas, la siguiente localidad, y de allí al Monte Elgon, cuya pared del cráter, a 4000 metros, se divisaba en el horizonte. Era una marcha conformada por porteadores y una escolta militar de tres hombres. Tras un incidente en donde fueron atacados por hienas, los tres blancos recibieron sus apodos correspondientes: el inglés «Rothals», o «el que tiene el pescuezo rojo»; el americano «bwana maredadi», o «el gentleman atildado»; y Jung «mzee», o «el anciano», debido al pelo cano, dado que pese a sus cincuenta años no era frecuente en aquellas regiones alcanzar tal edad avanzada.
A continuación relata Jung la descripción del modo en que se manifestó un arquetipo, en este caso el de la cuaternidad:

Recibí una carta del gobernador de Uganda en la que me rogaba que aceptáramos con nosotros a una inglesa que regresaba a Egipto a través del Sudán. Se sabía que nosotros teníamos el mismo plan de viaje y puesto que habíamos conocido a la dama en Nairobi, no había razón alguna para negarnos. Además nos sentíamos muy obligados al gobernador por su generosa ayuda. Menciono este episodio para mostrar por qué sutiles caminos nuestros actos estaban influidos por un arquetipo. Éramos tres hombres y ello era puramente casual. Yo había rogado a un tercer amigo que nos acompañara, pero circunstancias adversas le impidieron venir. Ello bastaba para configurar el inconsciente o el destino. Emergía como arquetipo de la tríada, que pide al cuarto, tal como ha ocurrido una y otra vez en la historia de este arquetipo. Puesto que estoy siempre predispuesto a aceptar lo casual que se me presenta, admití satisfecho a la dama en nuestro grupo de tres hombres. Era deportiva y valiente y se manifestó como compensación útil a nuestra exclusiva masculinidad. Cuando mi amigo más joven enfermó posteriormente de un peligroso ataque de malaria tropical nos sentimos agradecidos por su experiencia como enfermera, que había adquirido en la Primera Guerra Mundial.
Carl Gustav Jung, Recuerdos, sueños, pensamientos. Otoño de 1925.

Prosiguiendo el safari, alcanzaron Nandi, y de dicha región llegaron a un parador al pie del Monte Elgon. Al inicio del ascenso se toparon con el cacique local, emparentado con los masái. A más altura decidieron acampar en un claro en cuyas cercanías se hallaba un poblado de hotentotes. Jung pudo entenderse en suajili con el cacique, que dispuso como porteadores de agua a una mujer con sus dos hijas semiadultas. También alude Jung a la visita que hicieron a los bugishus, aunque pasarían la mayor parte del tiempo con los elgonyi. Comenta que no entabló conversación alguna con ninguna mujer indígena, dado que era costumbre en aquellas latitudes la comunicación entre los miembros pertenecientes al mismo género, calificándose lo contrario como búsqueda de relaciones sexuales, ante lo cual todo occidental perdía tanto la autoridad como su propia autonomía consciente. La única excepción que hizo fue la hermana de un atento miembro de los elgonyi, quien le invitó a conocerla. Jung aceptó gustoso para a la par obtener una visión de la vida familiar en dicha cultura.
Cada mañana, Jung entablaba conversación con los curiosos que se le acercaban con interés, sentándose en una pequeña silla de cuatro patas, y siguiendo las costumbres que a tal fin se establecían en estas ocasiones. Para ello atendía las indicaciones que su guía Ibrahim le había proporcionado: sentarse en el suelo e iniciar la charla a través de la «shauri», o de lo que se iba a tratar en aquella sesión. El idioma que mayoritariamente se hablaba era un aceptable suajili y el «seminario» rara vez superaba la hora, ante el cansancio de los presentes.

###### Sueños
Naturalmente, Jung intentó con tenaz persistencia acceder al mundo onírico que se desarrollaba en los individuos de dichas culturas, pero un inexplicable miedo y desconfianza era lo único que se obtenía a la hora de contarle sus sueños. Quizás se tratara del mismo temor a «la pérdida del alma» que generaba la fotografía. En cambio, entre los porteadores, mayoritariamente somalíes y suajilis, no era así, dado que disponían y consultaban un «libro árabe de los sueños», remitiéndose ante la duda a Jung, debido al conocimiento que este tenía del corán. De ahí que le llamaran «el hombre del libro». En cierta ocasión conversaron con un laibon, doctor del cacique, al cual se le cuestionó también acerca de sus sueños, respondiendo con franca melancolía que desde que los ingleses habitaban África los laibon habían dejado de soñar, y que anteriormente era frecuente que estos dieran a conocer sueños de tipo premonitorio. Pero ahora era innecesario. Todo lo sabían los ingleses. La decadencia se hallaba presente ante el trueque realizado entre dios y el destino, por un lado, y el racionalismo anglosajón, por otro.

###### Ritos y ceremonias
También efectuó sus intentos sobre lo numinoso: especialmente ritos y ceremonias, logrando una única observación en lo que aparentaba ser el funeral de una mujer que al parecer se llevaba a cabo en la plaza de un pequeño pueblo, ante la cabaña vacía de la difunta. En el centro había un cinturón kauri, brazaletes, pendientes, fragmentos de ollas y un bastón funerario. A pesar de ser informados del óbito, nada denotaba que se tratara de un funeral. A su vez se enteró de cual era el ritual funerario de sus vecinos del oeste, a los que calificaban de «gente mala». Al producirse la defunción se ponía en conocimiento del hecho al pueblo vecino, y al atardecer el cadáver era ubicado y ofrendado en el punto medio entre los dos pueblos. A la mañana siguiente el difunto había desaparecido, presuntamente devorado por la «gente mala». Entre los elgonyi el cadáver era trasladado al interior de la selva, donde eran las hienas las responsables reales de su inhumación. De hecho, no hallaron nunca restos de un entierro.

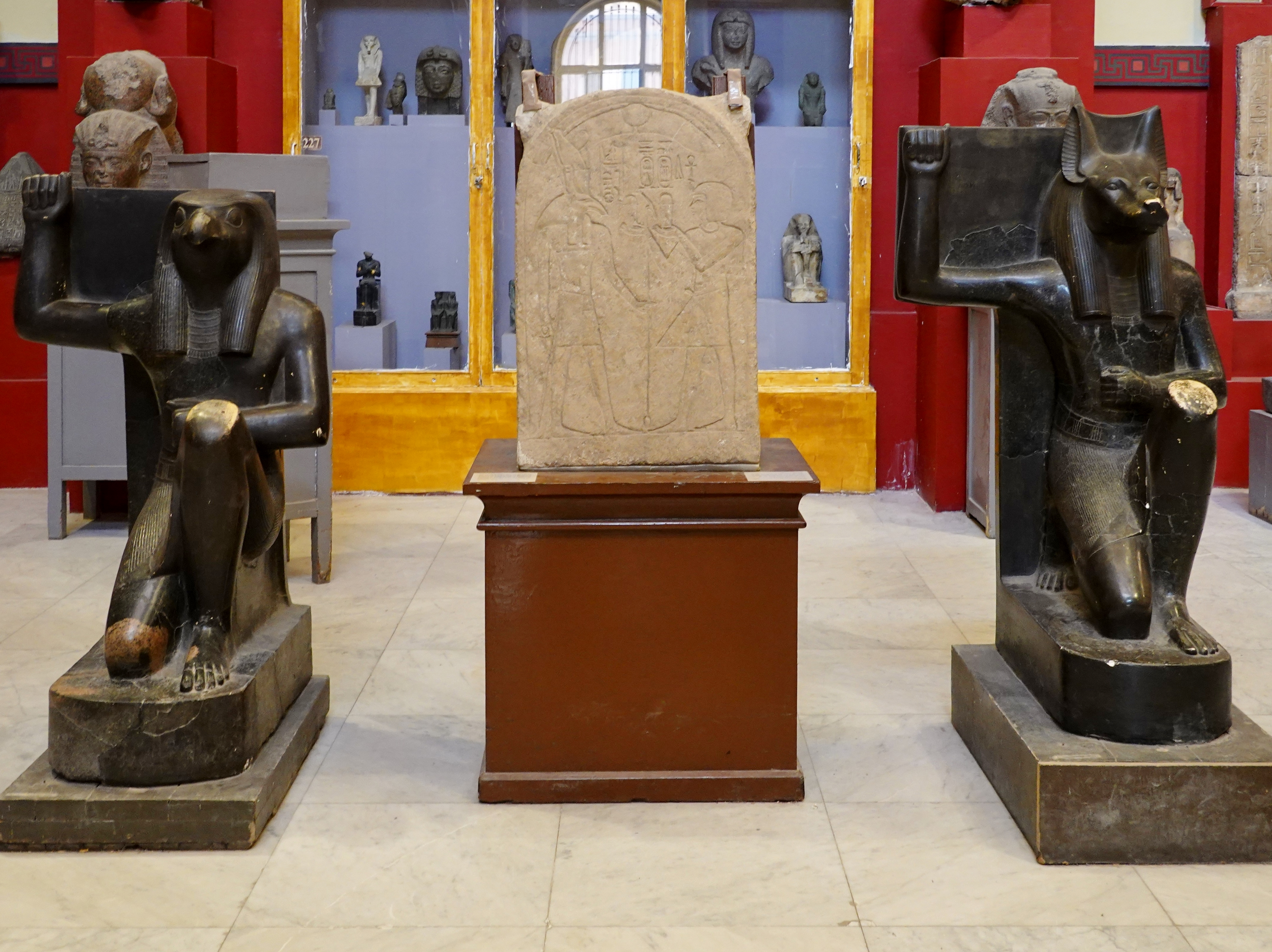
Estela de piedra caliza que representa al rey Ramsés I frente al dios Seth, entre las estatuas de los dioses Horus y Seth, expuesta en el Museo Egipcio de El Cairo, Egipto.

Cuando moría una persona el cadáver era colocado en el suelo central de la cabaña. El laibon lo transformaba, esparciendo seguidamente leche a lo largo de toda la estancia y recitando en voz baja: «¡ayîk adhîsta, adhîsta ayîk!». Jung asoció el ceremonial con cierta alusión donde se decía que al amanecer salían de la cabaña, escupían o soplaban en sus manos y las volvían hacia el sol naciente, sin saber explicar por qué lo hacían. Lo que sí confirmaría su interlocutor es que ésta era la verdadera religión compartida por todos los pueblos: kevirondos, buyandas, todos practicaban el culto al sol «en su salida al amanecer», o «Adhîsta»; solo en dicho instante era Dios, o «mungu». En dicha ofrenda ritual destacaban tres aspectos: la ofrenda al sol, su nacimiento era divino; la saliva, asociada al maná personal, fuerza curativa, mágica y vital; y el aliento, o «roho», que significaba viento y espíritu. Lo gestual conformaba por tanto un sumatorio de significados arquetípicos que se podían ensamblar y expresar a través de la siguiente frase: «Yo ofrezco a Dios mi alma viva», alusión lingüística muy próxima a: «Señor, en tus manos encomiendo mi espíritu». Se redescubría así una preexistencia arquetipal con independencia de tiempo y lugar, en este caso entre el cristianismo y el culto solar africano de los elgonyi, y pueblos afines.
También rendían culto al «ayîk», un «sheitan» o diablo terrenal, fundamento del miedo y del mal. Finalmente, existía el convencimiento de que el Creador era un concepto integrado por el bien y el mal, era «m´zuri», belleza implícita tanto en su ser como en su creación. Es entonces cuando Jung comprendió que «m´zuri» se disociaba durante el día en una expresión de benevolencia, el «adhîsta», el reinado solar, mientras que por la noche se manifestaba como «ayîk», lo tenebroso, el reinado del mal. De hecho se vislumbraba una concordancia con la mitología egipcia: Horus era Adhîsta, el sol, la luz, y Seth era Ayîk, la oscuridad. Y del mismo modo que el laibon integraba ambos opuestos con su ritual, el único momento en el que se podía visualizar al Creador, como unidad más allá del sol y de la oscuridad, era dicho amanecer en que surgía inesperadamente de la noche el primer rayo de sol. Se contemplaba a Dios, mungu; adhîsta y ayîk unían momentáneamente sus respectivos reinados en su fuente originaria. Termina Jung con una última equiparación entre el día, la noche y el amanecer del macrocosmos, con la primitiva noche psíquica de hace millones de años y el anhelo de luz como anhelo de la consciencia, a nivel del microcosmos.
Una vez finalizada la estancia, bordearon la pendiente sur del monte Elgon hasta llegar a la región de los bugishu, deteniéndose momentáneamente en el parador de Bunambale. Siguieron hasta Mbale, alcanzando Jinja, junto al lago Victoria, en sendos camiones Ford. Acto seguido viajarían en tren hasta el lago Kyoga, y en vapor a Puerto Masindi. Nuevamente un camión les acercaría a la ciudad de Masindi, a medio camino entre el lago Kyoga y el lago Alberto, ascendiendo desde este último a Rejaf, en el Sudán, donde les esperaba un vapor junto al Nilo, y con él el final del trayecto. Navegaron apaciblemente hacia el norte, terminando en Jartum, donde se iniciaba Egipto.

#### India
Jung viajó a la India en 1938 invitado por el gobierno indo-británico a efectos del jubileo de los veinticinco años de la Universidad de Calcuta. Con el preámbulo de disponer ya de un amplio bagaje en sabiduría oriental, y como intermedio a su interés por la filosofía alquímica (durante el viaje estudió por entero el tomo I del Theatrum chemicum de 1602, de Gerhard Dorn), entabló amplia conversación con S. Subramanya Iyer, gurú del majarash de Mysore, y muchos otros. No así con los clásicos «santones», ante los que reivindicaría su propia verdad, y el hecho de que su contexto vivencial era occidental, no oriental. Sin minusvalorarlos, dudaba en situar su sabiduría como expresión de una manifestación propia o como fruto de la repetición de un proverbio milenario.

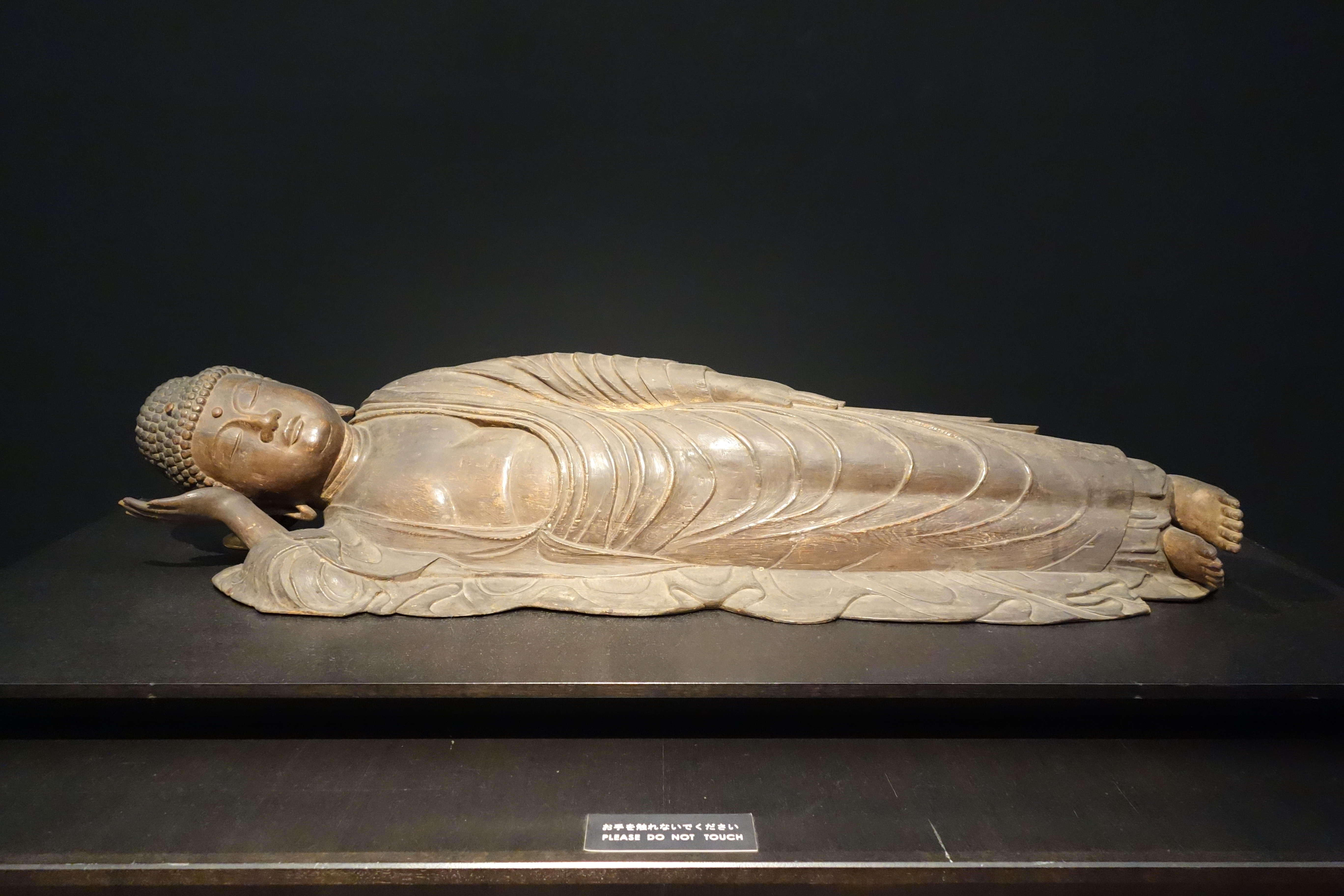
Paranirvāṇa de Buda.

Pero lo que más interesó a Jung en su viaje a la India fue el posicionamiento de dicha cultura frente al concepto del «mal». Mientras que para la cultura occidental el objetivo es el bien, intentando desechar el mal o evitando estar a merced de él, para la India y diversas concepciones de oriente, la meta se hallaría en un estado más allá del bien y del mal, al cual se podría acceder vía meditación o yoga. El posicionamiento unilateral occidental donde el mal se halla subordinado al bien, o donde incluso quedaría definido como ausencia de bien («privatio boni»), daría paso a una concepción donde ambos conceptos dejarían de tener entidad propia y pasarían a formar parte de una expresión dinámica y polarizada perteneciente a un «todo» que los trasciende, superando dicha entidad todo intento de denominación conceptual. Así todo, y a efectos de poder ser aludido, se le ha nombrado como nirvana, tao, etcétera. El fin último no sería por tanto de carácter moral, es decir, hacer el bien evitando el mal, cuanto estar al margen y alcanzar la liberación de los opuestos. Y es en este punto donde hallamos discrepancia en Jung, al mostrar su desacuerdo en la liberación como fin último y objetivo existencial. El bien y el mal perderían así su delimitación, ganando a lo sumo la posibilidad de ser definidos desde lo subjetivo, dando lugar a una concepción o bien carente de ética o tan saturada de subjetividad que la única vía de escape sería el nirvana.

Yo, por el contrario, quiero perseverar en la concepción viva de la naturaleza y de las imágenes psíquicas. No deseo ni liberarme de los hombres, ni de mí, ni de la naturaleza, pues todo ello constituye para mí prodigios indescriptibles. La naturaleza, el alma y la vida se me muestran como la divinidad manifestándose. ¿Qué otra cosa podría imaginarme? El supremo sentido del ser no puede consistir para mí sino en que «es» y no en que no es o deja de ser.
Carl Gustav Jung. Recuerdos, sueños, pensamientos.

Por otra parte, negó Jung también una concepción de liberación «a cualquier precio». La única liberación factible será aquella que presupone previamente una dedicación e implicación total, es imposible una liberación sin una experimentación o realización previas. Dicha ausencia de participación por dificultad, imposibilidad o denegación, censura una parte del alma e impide consecuentemente una liberación total.

Un hombre que no haya pasado por el infierno de sus pasiones no las habrá dominado todavía. Las pasiones se encuentran entonces en la casa contigua y, sin que él lo advierta, puede surgir una llama y pasar a su propia casa. En cuanto uno se abandona demasiado, se posterga o casi se olvida, existe la posibilidad y el peligro de que lo abandonado o pospuesto vuelva con redoblada fuerza.
Carl Gustav Jung. Recuerdos, sueños, pensamientos.

Jung visitó Konarak, Odisha, donde acompañado por un pandit contempló una pagoda. Posteriormente se sintió fascinado por la estupa mayor de Sanchi. En estos edificios Jung llegó al convencimiento del Buda como unus mundus, el cual incluiría tanto el aspecto del ser en sí, como a su vez el de su ser conocido. La consciencia humana como categoría cosmogónica. Jung llegó a establecer una comparativa entre Buda y Cristo, ambos vencedores del mundo y encarnación del individuo, vislumbrando sin embargo las siguientes diferencias:

Buda es, por así decirlo, la comprensión racional, Cristo se convierte en víctima del destino. En el cristianismo se padece más, en el budismo se ve y se hace. Ambos son correctos, pero en el sentido indio Buda es el hombre más perfecto. Es una personalidad histórica y por ello más fácilmente comprensible para los hombres. Cristo es hombre histórico y Dios y por ello más difícilmente concebible. En el fondo, tampoco Él se comprendió a sí mismo; sólo sabía que debía sacrificarse tal como le fue ordenado desde su interior. Su sacrificio le fue impuesto como un destino. Buda actuaba por convicción. Vivió su vida y murió anciano. Cristo probablemente sólo actuó muy poco tiempo como tal.

Según cita su autobiógrafa Aniela Jaffé, en posteriores observaciones Jung confrontó a Buda y Cristo en su actitud frente al sufrimiento, expresando que Cristo reconocía en este un valor positivo, y que como víctima era más humano y real que Buda. Buda se opuso al sufrimiento, pero también a la alegría. Estando al margen de las emociones y sentimientos no fue realmente humano. En los evangelios, Cristo es descrito como hombre-Dios, a pesar de no dejar de ser hombre, mientras que Buda, ya en vida, se elevó por encima del ser humano. Ahondó finalmente en la identidad de la evolución histórica tanto del budismo como del cristianismo:

Buda se convirtió en imago del devenir mismo, que se toma por modelo, mientras que él mismo anunció que mediante la superación de la cadena Nidana cada hombre en particular puede llegar a ser el iluminado, el Buda. De modo parecido sucede con el cristianismo: Cristo es el prototipo que en todo cristiano vive como personalidad total. La evolución histórica condujo, sin embargo, a la imitatio Christi, en la que el individuo no sigue su propio y fatal camino hacia la totalidad, sino que busca imitar el camino que Cristo siguió. Del mismo modo, en oriente se llegó a una imitación de Buda. Se convirtió en imitado prototipo y de este modo la debilidad de su pensamiento se manifestó, del mismo modo que en la imitatio Christi la funesta inactividad es presupuesta en la evolución de la idea cristiana.

Jung fue nombrado doctor en Prayagraj (islam), Benarés (hinduismo) y Calcuta (medicina y ciencia anglo-india). Tras recuperarse de disentería tuvo un sueño compensatorio de carácter europeo centrado en la figura del Grial, en el cual halló, por un lado, la coincidencia existente entre el mito poético del Santo Grial, persistente aún en Inglaterra, y los conceptos alquímicos del «unum Vas», la «Una Medicina» y el «Unus Lapis». Por otro lado, constituía una advertencia de que su objetivo era Europa, la búsqueda de la «copa sagrada», el «salvator mundi», significando la India una parada importante en su largo recorrido.
Ya hacia el final de su visita llegó a Ceilán, en el Océano Índico, y tras dejar atrás Colombo, un puerto internacional, se adentró en el «país de las colinas», alcanzando la vieja ciudad de Kandy. Allí accederá al pequeño templo de Sri Dalada Maligawa, que alberga el diente sagrado de Buda, así como los textos del Canon en pergaminos plateados. Tras pasar largo tiempo contemplándolos en la biblioteca, finalizó su estancia con una ceremonia nocturna en el Mandapa, o sala de espera del templo. El inicio de la primavera marcó el viaje de regreso, no arribando en Bombay, debido al estado de abrumamiento en el que se hallaba, y zambulléndose de nuevo en la alquimia.

#### Ravena y Roma

##### Ravena
Jung estuvo en Ravena en dos ocasiones: en 1913 y unos veinte años después, quedando impresionado en sendas visitas por el mausoleo de Gala Placidia. Después se trasladó junto a una amiga al baptisterio ortodoxo, donde acontecería la célebre «visión de los mosaicos». En una atmósfera inundada por una leve luz azulada sin fuente, Jung y su acompañante vieron cuatro grandes frescos de mosaicos allí donde debería haber habido ventanas: el cuadro del ala sur representaba el bautismo en el Jordán; el del ala norte, el paso de los hijos de Israel a través del mar Rojo; el tercero en la parte oriental, el baño que limpió a Naamán de su lepra en el Jordán; y el cuarto mosaico, en el ala occidental del baptisterio, representaba a Cristo alargando la mano a Pedro cuando éste se hundía. Fue este último al que más importancia se le dio, el más recordado, ante el que se detuvieron durante veinte minutos, y al que asociaron con el rito de iniciación del bautismo, en el que se incluía el arquetipo de la muerte y resurrección. Al abandonar la estancia, Jung se dirigió a Alinari para adquirir fotografías alusivas, siendo su esfuerzo en vano. Desde Zúrich haría el encargo a un conocido, que tampoco pudo hacer nada al verificar que dichos mosaicos no existían.
Jung observaría como explicación plausible los siguientes aspectos encadenados: el contecimiento histórico de Gala Placidia, emperatriz fallecida en 450, que en un tempestuoso e invernal viaje en barco de Bizancio a Ravena prometería construir si se salvaba la que sería la Basílica de San Giovanni, decorada con mosaicos y destruida en un incendio a comienzos de la Edad Media; la emotividad suscitada en Jung por la figura de Gala, y la relación recíproca de esta última con el arquetipo del ánima, como causa de su objetivación; y la visión como creación momentánea de lo inconsciente, relacionada con el arquetipo de iniciación. Concluye Jung que desde entonces es consciente de que algo interno puede ser representado externamente, y viceversa, preguntándose: «¿Qué fue real en aquel instante?».

##### Roma
Jung no viajaría a Roma, pero sí a Pompeya (1910-1912). En 1912 embarcaría de Génova a Nápoles, vislumbrando Roma a lo lejos.
Un último intento en 1949 se vio obstaculizado por un desmayo al comprar los billetes.

### Régimen nazi y últimos años

#### Etapa del nacionalsocialismo

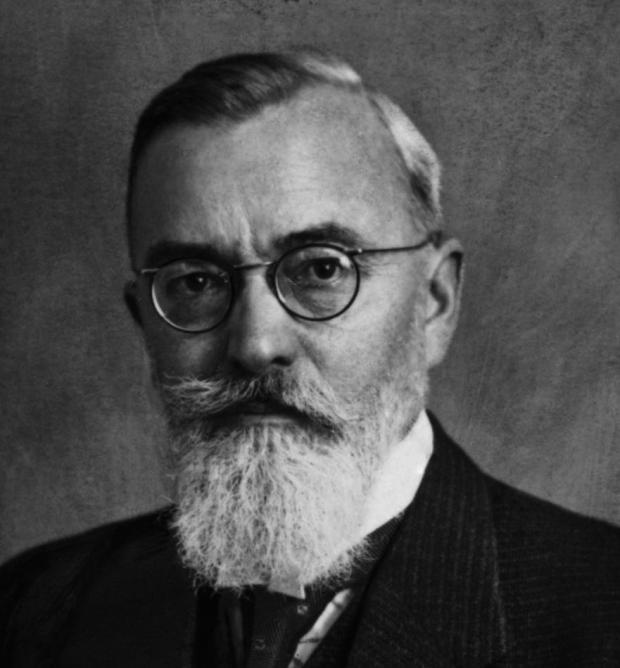
Matthias Heinrich Göring, c. 1938.

Debido a los programas del nacionalsocialismo a principios de los años 30, la incipiente disciplina de la psicología profunda, aún joven y dividida en escuelas, se encontraba en serio peligro, limitándose su subsistencia en Europa, especialmente en Alemania y Austria. Los psicoterapeutas se plantearon una doble tarea: desarrollar una actividad que medie entre escuelas y orientaciones divergentes entre sí, y trabajar para el logro de una colaboración internacional. En aquel momento decisivo, esa difícil tarea recayó especialmente en Jung. Desde 1930 fue vicepresidente de la «Sociedad Médica General de Psicoterapia», así como tres años después profesor de psicología médica en la Escuela Politécnica Federal de Zúrich, donde impartió sus Conferencias ETH a lo largo de ocho años. En marzo de 1933, el entonces profesor de psiquiatría y neurología de la Universidad de Marburgo, Ernst Kretschmer, conocido por su teoría de la constitución Körperbau und Charakter (Constitución corporal y carácter), había renunciado a sus funciones como presidente de dicha sociedad. De este modo, Jung se hizo cargo de la presidencia y de la tarea vinculada de editar el Zentralblatt für Psychotherapie und ihrer Grenzgebiete (Periódico central de psicoterapia y disciplinas afines).
Del lado del nacionalsocialismo actuó el psiquiatra Matthias Heinrich Göring, primo del futuro mariscal del Reich Hermann Göring. Jung asumió su tarea prácticamente en calidad de interino, pues los cambios revolucionarios en Alemania reclamaban una coordinación sin compromisos, introduciendo el principio de la jefatura y la fundamentación de la ideología del nacionalsocialismo. Así, el denominado «párrafo ario» excluía a los funcionarios y médicos judíos o no arios. Apoyado en su nacionalidad neutral, Jung eludió esa coordinación obligatoria, auspiciando y organizando oficialmente la nueva «Sociedad Médica Internacional de Psicoterapia». En cada país se formaron grupos de profesionales pero solo el grupo alemán de Göring quedó sujeto a coordinación. Los miembros de los grupos restantes que no querían adherirse al de ningún país tuvieron la posibilidad de ingresar como miembros en la nueva sociedad supraestatal. Así Jung facilitó el ingreso de los colegas judíos y ayudó a la ciencia, aislada en esos momentos en Alemania. Los estatutos de la nueva sociedad fueron ratificados en mayo de 1934, siendo Jung también presidente. Frente a los enérgicos intentos alemanes de nazificar el organismo internacional, renunció posteriormente a su presidencia en 1939, año en el que comenzó la Segunda Guerra Mundial.

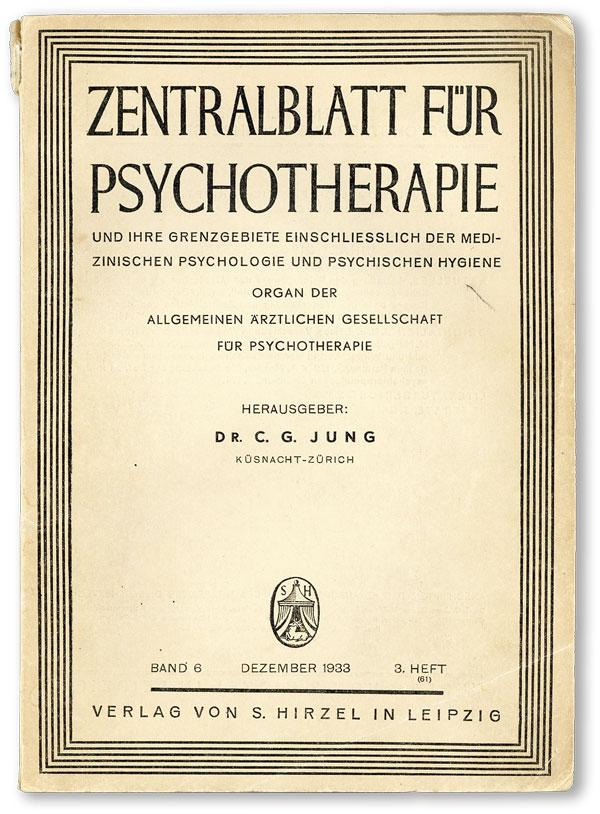
Zentralblatt für Psychotherapie, número 6.3, diciembre de 1933.

Ante los malentendidos que aún hoy ocasionalmente siguen en vigor, debe aclararse que Jung se encontraba totalmente desligado del grupo local alemán de Göring. Para el psiquiatra suizo, la sociedad supraestatal era política y confesionalmente neutra. Sin embargo, y a pesar de la viabilidad de la supervivencia de la psicoterapia médica vehiculada por la Sociedad Internacional, se fueron sucediendo toda una cadena de incidentes que avivaron gradualmente el fuego del equívoco. En la edición número 6.3 de diciembre de 1933 del Zentralblatt für Psychotherapie aparecieron dos publicaciones por las que Jung fue blanco de violentos ataques y objeciones:
1. por un lado, un manifiesto de Göring, donde se establecía para los psicoterapeutas alemanes la obligación de someterse a los principios del nacionalsocialismo,
2. y por otro, en el prefacio del mismo ejemplar, unas declaraciones del propio Jung en las que expresaba las diferencias existentes entre la psicología germana y judía.

En el primer caso, se había acordado con Jung que dicho manifiesto apareciese exclusivamente en el suplemento alemán, dado el «voto de fidelidad» de dicho grupo local, y no en la publicación internacional, encargándose la totalidad de la redacción del nuevo número a un representante «coordinado» sin que aquel, como editor, fuese informado de la decisión. En el segundo, la simultaneidad de sus declaraciones estableciendo una comparativa entre ambas culturas, aun enmarcándose realmente desde el enfoque del análisis psicológico, transformaron lo aparentemente inofensivo en desastrosos malentendidos.
Las críticas basadas en una doble tergiversación, solo puesta de manifiesto al conocerse el contexto aludido, no impidieron que Jung expresara su propia negligencia y precipitación. Tal y como apunta su biógrafo Gerhard Wehr:

Al mismo tiempo, Jung reconoce haber sido francamente imprudente, al haberse ocupado, como psicólogo, de la cuestión judía, llamando la atención acerca de la «diferencia existente entre la psicología judía y la psicología "aria, germana, cristiana y europea"». Naturalmente, sus palabras no aluden a la psicología o psicoterapia como disciplina científica, sino al hecho de que quien actúa en el dominio del psicoanálisis o de la psicoterapia introduce, en la interrelación que se establece entre el analista y el analizando, el «presupuesto subjetivo» que lleva en su persona y que forma la esencia de cualquier relación entre seres humanos, especialmente del proceso psicoterapéutico, con los fenómenos de transferencia y contratransferencia. Quiere señalar que, desde ese punto de vista, no podrían desestimarse las «diferencias anímicas» existentes entre todas las naciones y todas las razas, incluso entre habitantes de Zúrich, de Basilea y de Berna. Obviamente, no está formulando un juicio de valor. Jung señala este hecho reiteradamente expressis verbis. Ante todo, según él, ninguna psicología, ni siquiera la judía, puede pretender poseer una validez general. No debe considerarse como manifestación de antisemitismo el deseo de confirmar e investigar ese tema.

La aportación de Jung a la ciencia fue indiscutible, tampoco simpatizó con el nacionalsocialismo ni fue antisemita, como demuestran sus actuaciones como presidente de la Sociedad Internacional, así como ayudando de muchas formas a ciertos judíos en particular.

Ya Freud me acusó de antisemita porque me sentía incapaz de experimentar su materialismo sin alma. Con esta propensión a husmear por doquier el antisemitismo los judíos terminan suscitando el antisemitismo. No comprendo por qué el judío no puede admitir, tanto como el pretendido cristiano, que cuando se tiene una opinión sobre él no se le está criticando. ¿Por qué hay que suponer siempre inmediatamente que se quiere condenar al pueblo judío en su conjunto? (...) Considero que es una manera inadmisible de cerrar el pico al adversario. Me he entendido muy bien con mis pacientes y colegas judíos en la mayoría de los casos (...) Más de una vez por haber criticado a un alemán éste me ha reprochado odiar a los alemanes. Es demasiado fácil querer disimular la propia inferioridad tras un prejuicio político (...) Usted debería conocerme lo suficiente como para creerme (...) capaz de una tontería tan poco individual como el antisemitismo. Sabe de sobra que considero al hombre en tanto persona y cuánto me esfuerzo siempre en arrancarle de sus determinantes colectivos para hacer de él un individuo (...) El nacionalismo, por antipático que sea, es una conditio sine qua non: simplemente el individuo no debe hundirse en él (...) La próxima calumnia a inventar será que sufro de una total ausencia de convicción porque no soy ni antisemita ni nazi. Vivimos unos tiempos desbordantes de locura.

Su otra biógrafa, Aniela Jaffé, de ascendencia judía, incide en el siguiente juicio aclaratorio:

Pero debe considerarse un grave error que [con su distinción entre una psicología judía y una no judía] se presentara en la esfera pública en un momento en el que el hecho de ser judío llevaba en sí mismo una amenaza de muerte, y que incluyese las distinciones en materia de psicología de las razas en el programa científico de la Sociedad Internacional. Aun cuando las abismales consecuencias del odio a los judíos sólo se conocieron más tarde, en aquel entonces cualquier alusión al carácter diferencial de los judíos era el detonador que despertaba más fanatismo. El silencio que al médico le es familiar y que a menudo se impone, debiera haber sido su deber en aquellos momentos.

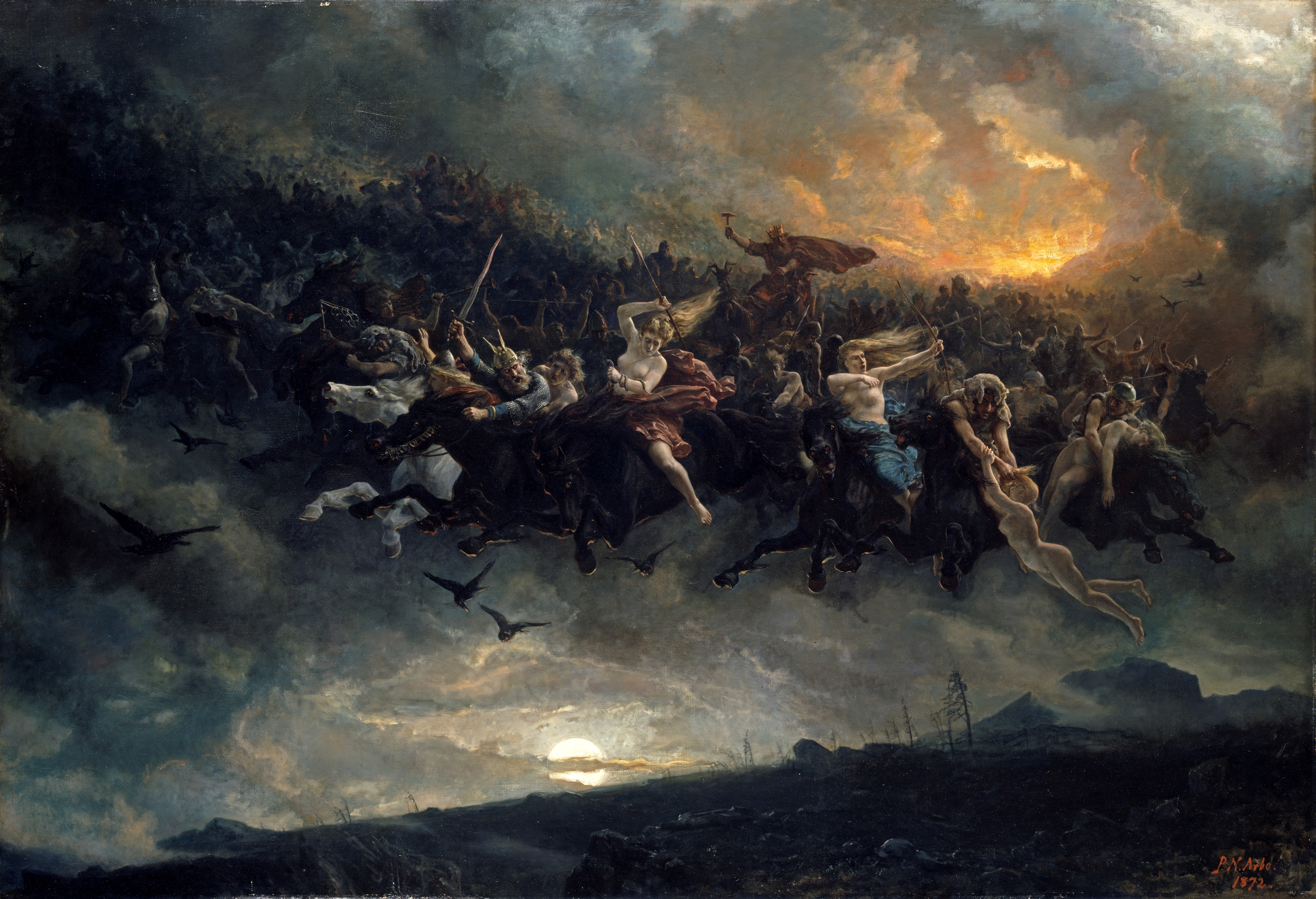
La caza salvaje de Odín (1872), por Peter Nicolai Arbo.

A principios de 1934 Jung expresó sus opiniones e ideas clara y críticamente, comenzando con su clásico seminario sobre el Zaratustra de Nietzsche impartido hasta 1939, año de estallido de la guerra, y en el que sostuvo que el filósofo se había convertido en el gran profeta de lo que en aquellos momentos acontecía en Alemania. Le siguió en 1936 su obra Wotan, cuyo título alude a la irrupción del antiguo dios germánico en la consciencia colectiva alemana, «dios de la tormenta y de la efervescencia, un desencadenador de pasiones ávido de combate, y, además, poderoso hechicero y mago, que se haya estrechamente unido a los misterios de la naturaleza oculta». Manifestación de un arquetipo como un factor autónomo, representante de la naturaleza del nacionalsocialismo, con repercusiones colectivas y que confunde a los hombres pertenecientes a la masa, aún de aquella tan pretendidamente culta y racional como la alemana.
Tampoco ocultó a la prensa internacional su postura respecto a los dictadores y el Tercer Reich. En octubre de 1938, el periodista estadounidense Hubert Renfro Knickerbocker visitó a Jung en su casa de Küsnacht a efectos de realizar una entrevista que se publicó en el número de enero de 1939 del Hearst's International Cosmopolitan. Jung describió a Hitler como un hombre realmente sin representación política sino mágica, una especie de brujo o chamán, en sí mismo insignificante, pero que reflejaba y vociferaba el inconsciente de los alemanes. La proyección de lo inconsciente colectivo del pueblo alemán, constelado en Wotan, fue vehiculado a través de un hombre idealizado y convertido en una especie de mesías.
La evaluación de todos los hechos, consecuencias y explicaciones a propósito de la actitud de Jung respecto del nacionalsocialismo, no es fácil. Tras la catástrofe de la guerra y el holocausto, la polémica suscitada entre los críticos demostró lo arduo de una conclusión definitiva: unos lo declaraban totalmente inocente, otros lo caracterizaban injuriosamente. Remitiendo nuevamente a su biógrafa, no debe obviarse el factor psicológico de la sombra personal aplicado al propio fundador de la psicología analítica. Donde hay mucha luz, hay también muchas sombras:

Jung dio demasiadas cosas al mundo y a los seres humanos como para que su sombra pueda poner en tela de juicio su importancia espiritual y su estatura humana.

#### Jung y la CIA
Una serie de documentos estadounidenses desclasificados y material suizo revelado en la revista L'Hebdo informaron de una supuesta colaboración entre Jung y Allen Dulles, el cual llegaría en la posguerra a la cabeza de la CIA. Dulles habría estado en Berna a finales de 1942, siendo su misión elaborar un informe sobre el movimiento secreto antinazi en Alemania. De este modo, habría entrando en contacto con Jung, gran conocedor del alma germánica del momento. El espía estadounidense habría convencido a Jung para que recogiese informaciones útiles, convirtiéndolo, según esta revista, en el agente n.º 488 de la Agencia Central de Inteligencia Americana.

#### Últimos años

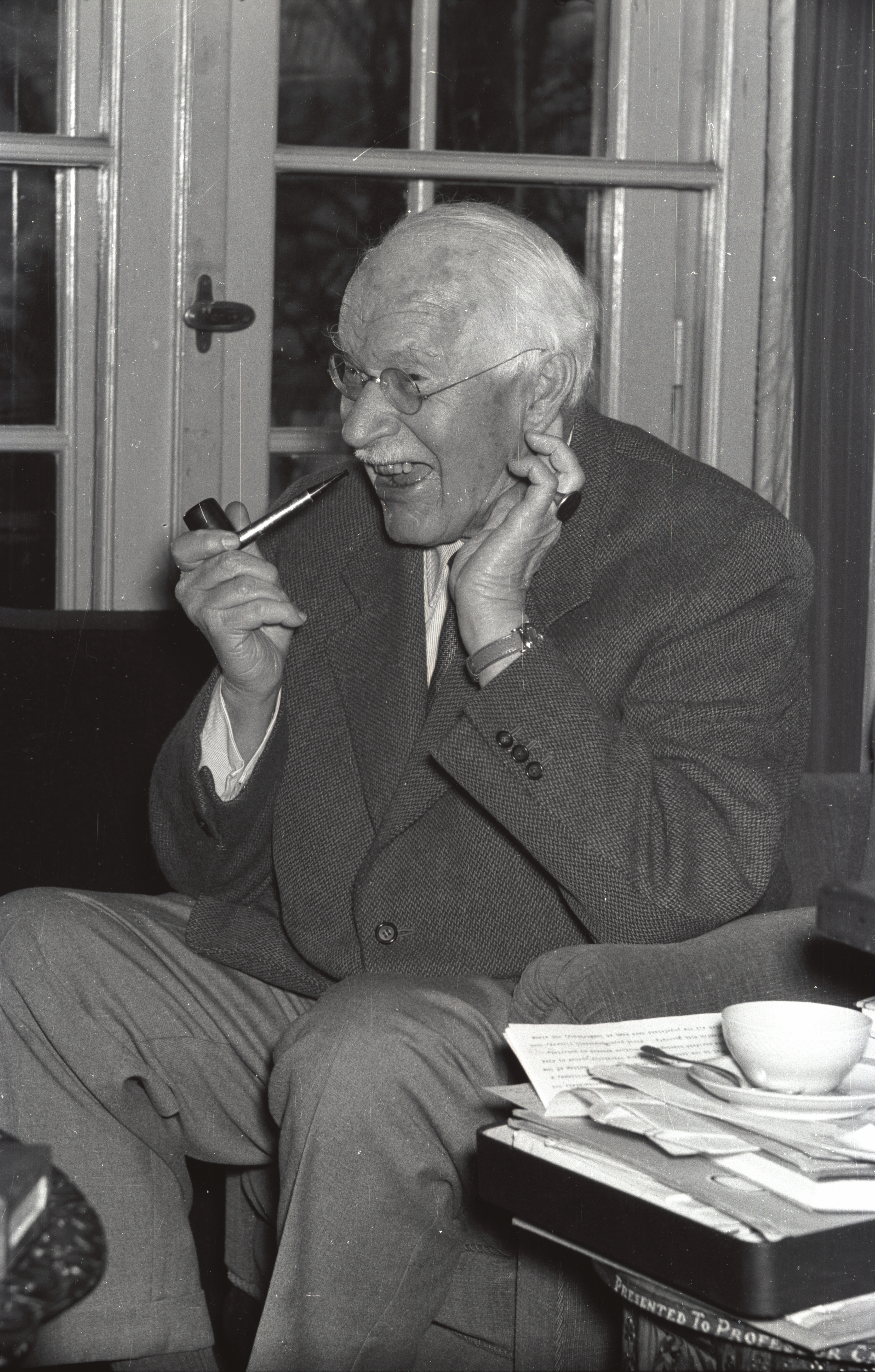
Entrevista a Jung en su casa de Küsnacht, 1955.

En 1938 Jung dictó las Conferencias Terry (Terry Lectures) en la Universidad Yale, presentando su trabajo Psicología y religión. Pocos meses después estallaría la Segunda Guerra Mundial. Fue por esos tiempos cuando visitó la India, donde renovó su agenda de prioridades, guiado por la convicción de que debía prestar más atención a la espiritualidad de Oriente. Sus trabajos tardíos muestran efectivamente un profundo interés en la tradición oculta de este hemisferio y en el cristianismo esotérico y, especialmente, en la alquimia.
Ya en 1903 Jung se había casado con Emma Rauschenbach, hija de un adinerado industrial propietario de la conocida firma relojera IWC, con quien tendría cinco hijos: Agathe Niehus, Gret Baumann, Franz Jung-Merker, Marianne Niehus y Helene Hoerni. El matrimonio se extendió hasta la muerte de su esposa en 1955, pero no estuvo exento de momentos de crisis, sobre todo a causa de las relaciones extramaritales que Jung sostuvo con Sabina Spielrein y Toni Wolff.
Jung continuó publicando libros hasta el final de su vida, incluyendo un trabajo que muestra su interés en los ovnis como fenómeno psicológico de masas, Un mito moderno. De cosas que se ven en el cielo (1958). También disfrutó de la breve pero fructífera amistad del padre Victor White, sacerdote católico inglés con quien mantuvo correspondencia tras la publicación de Respuesta a Job.

##### Fallecimiento

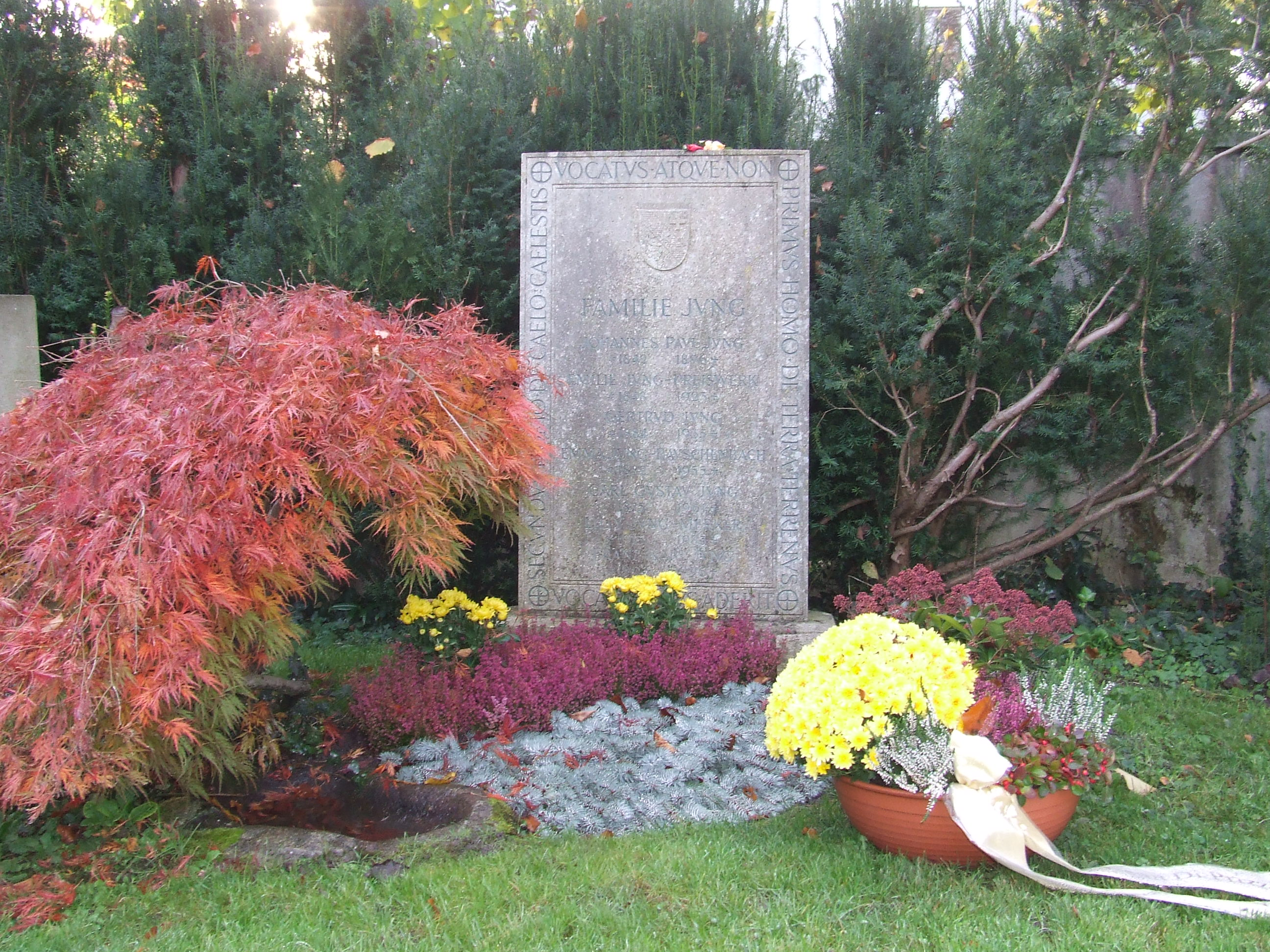
Tumba de la familia Jung en Küsnacht, donde descansan los restos de Carl Gustav y su esposa Emma.

Carl Gustav Jung falleció alrededor de las cuatro de la tarde del 6 de junio de 1961, a los 85 años de edad. Se encontraba en su casa del apacible poblado suizo de Küsnacht recuperándose de una embolia y un ataque de apoplejía. En el instante de su fallecimiento, un rayo partió el árbol donde solía descansar. En aquellos días estaba leyendo la obra de Teilhard de Chardin El fenómeno humano.
Tras los funerales en la iglesia de Küsnacht, Jung fue sepultado en el cementerio de la localidad. La lápida lleva grabados el escudo de la familia Jung y los nombres del padre, la madre, su hermana, Emma y el propio Carl. En los frisos superior e inferior puede leerse:

Vocatus adque non vocatus deus aderit («Llámesele o no, Dios estará presente»).

Y en los laterales derecho e izquierdo:

Primus homo de terra terrenus. Secundus homo de caelo caelestis («El primer hombre procede de la tierra y es terrenal. El segundo hombre procede del cielo y es celestial»).

## Legado

### Psicología junguiana

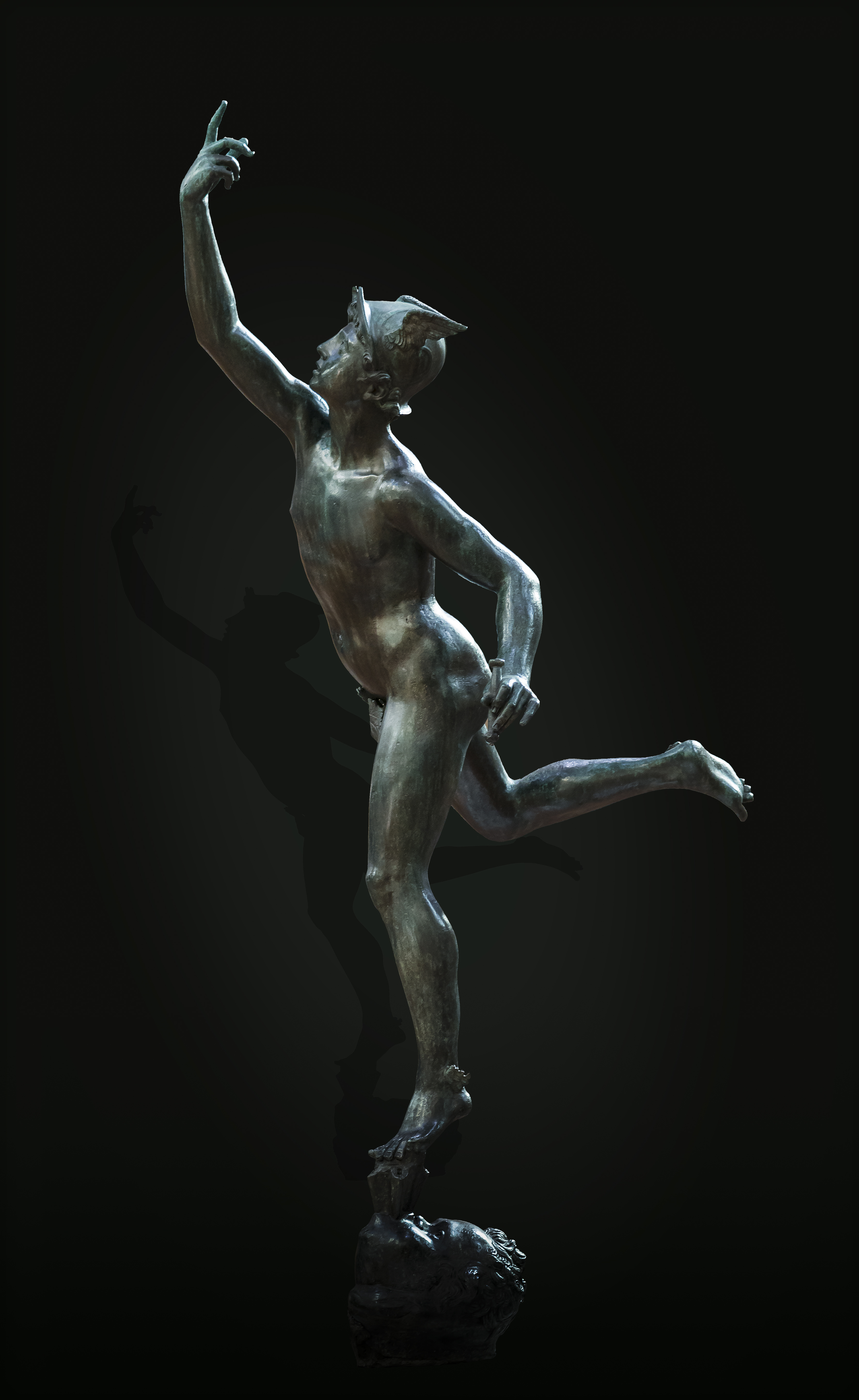
Mercurio, de Juan de Bolonia. Jung, en sus estudios, profundizó en la simbología de Hermes-Mercurio de manera especial, al ver en ella una imagen de la psique, guía del ser humano a través del inconsciente, y fuerza capaz de unir los opuestos que también están en su doble naturaleza.

Frecuentemente se habla de psicoanálisis junguiano, pero la denominación correcta para referirse a esta teoría y a su metodología es «psicología analítica o de los complejos». Aunque Jung era reacio a fundar una escuela de psicología —se le atribuye la frase: «Gracias a Dios, soy Jung; no un junguiano»—, de hecho, desarrolló un estilo distintivo en la forma de estudiar el comportamiento humano. Desde sus primeros años, trabajando en un hospital suizo con pacientes psicóticos, y colaborando con Sigmund Freud y la comunidad psicoanalítica, pudo apreciar de cerca la complejidad de las enfermedades mentales. Fascinado por tales experiencias (y estimulado por las vicisitudes de su vida personal) dedicó su obra a la exploración de estos temas.
De acuerdo con su postura, para captar cabalmente la estructura y función del psiquismo, era vital que la psicología anexara al método experimental (heredado de las ciencias naturales) los hallazgos provistos por las ciencias humanas. El mito, los sueños y la psicopatología constituirían un espectro de continuidad, manifestando in vivo rasgos singulares, que operan sistemáticamente en las profundidades de la vida anímica inconsciente. Sin embargo, para Jung, lo inconsciente per se es, por definición, incognoscible. «Lo inconsciente es necesariamente inconsciente»— ironizaba. De acuerdo con esto, solo podría ser aprehendido por medio de sus manifestaciones.
Tales manifestaciones remiten, según su hipótesis, a determinados patrones, a los que llamó arquetipos. Jung llegó a comparar los arquetipos con lo que en etología se denomina patrón de comportamiento (o pauta de comportamiento), extrapolando este concepto, desde el campo de los instintos a la complejidad de la conducta humana finalista. Los arquetipos modelarían la forma en que la conciencia humana puede experimentar el mundo y autopercibirse; además, llevarían implícitos la matriz de respuestas posibles que es dable observar, en un momento determinado, en la conducta particular de un sujeto. En este sentido, Jung sostenía que los arquetipos actúan en todos los seres humanos, lo que le permitió postular la existencia de lo inconsciente colectivo.
El ser humano accedería a esa dinámica inconsciente en virtud de la experiencia subjetiva de estos símbolos, la cual es mediada profusamente por los sueños, el arte, la religión, la mitología, los dramas psicológicos representados en las relaciones interpersonales y los propósitos íntimos. Jung sostenía la importancia de profundizar en el conocimiento de ese lenguaje simbólico para consolidar la preeminencia de la consciencia individual sobre las potencias inconscientes. En tono poético, sostenía que este proceso de individuación (principium individuationis) solo es viable cuando se ha dado respuesta a la pregunta: «¿Cuál es el mito que tú vives?». Consideraba, por otra parte, que estos aspectos de la vida anímica están relativamente marginados del sistema de creencias de la mentalidad moderna occidental.

Ninguna ciencia sustituirá jamás al mito, y no se puede crear un mito a partir de ninguna ciencia. Porque no es que «Dios» sea un mito, sino que el mito es la revelación de una vida divina en el hombre. No somos nosotros quienes inventamos el mito, sino que éste nos habla como una Palabra de Dios.
Citado por Aniela Jaffé. The Myth of Meaning (Baltimore, 1975), 373.

### Perspectiva

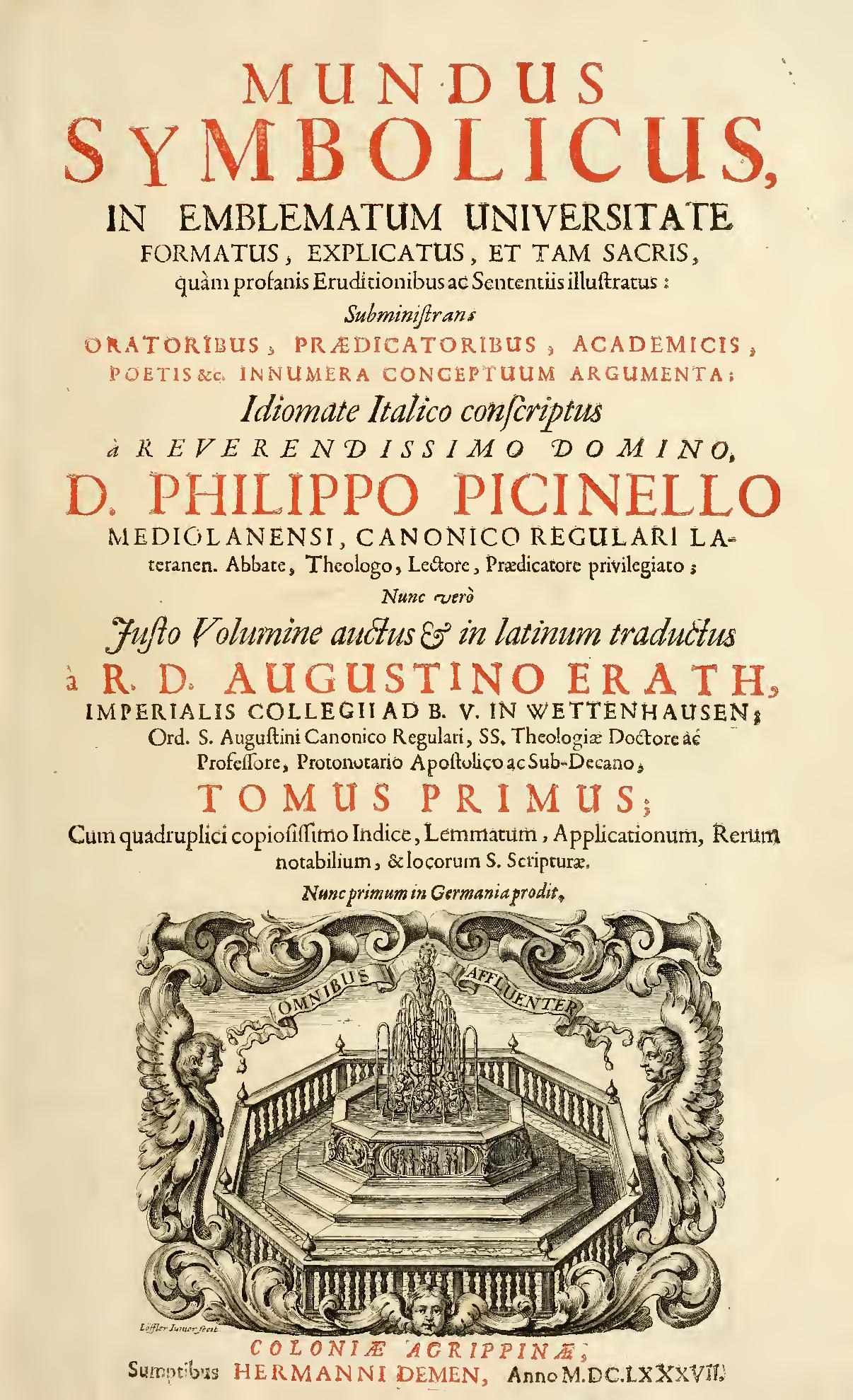
Mundus Symbolicus, de Filippo Picinelli. Manuscrito perteneciente a la biblioteca privada de Jung y disponible en el archivo del Club Psicológico de Zúrich.

A nivel teórico, el comienzo de la separación de Jung respecto de Freud se produjo cuando el primero extrapoló el concepto de libido más allá de las cuestiones netamente sexuales. La noción de libido que utilizaba el psiquiatra suizo aludía más bien a una idea de energía psíquica en abstracto (el Élan vital de Henri Bergson), cuyo origen y destino no eran exclusivamente sexuales. Jung ha sido prolífico en acuñar términos que ya son típicos en psicoanálisis, y en psicología en general, tales como: complejo (y más específicamente: complejo de Electra), introversión y extraversión, inconsciente colectivo, arquetipo o individuación.
Sus investigaciones a menudo incursionaron en terrenos como la religión (Psicología y religión, 1937) o la alquimia (Psicología y alquimia, 1944), profundizando en el estudio de conceptos tales como inconsciente colectivo, arquetipo (como fundamento para la existencia de mitos universalmente repetidos) o sí-mismo (ente distinto del yo, que alude a la integridad del sujeto y abarca tanto consciente como inconsciente). Definió, asimismo, los tipos básicos de introvertido y extravertido. La heterodoxia de este autor le ha valido juicios contrapuestos, que abarcan desde la indiferencia a la admiración. En este sentido, su obra muestra un contraste respecto del escepticismo y rechazo freudianos a la religión. La idea de Jung de que ésta sirve como camino práctico para la individuación ha sido muy popular y aún es abordada en algunos textos modernos de psicología de la religión.
Como se ha mencionado, un concepto clave en su obra es el de inconsciente colectivo, al que Jung consideraba constituido por arquetipos. Ejemplos de estos arquetipos son la máscara, la sombra, la bestia, la bruja, el héroe, el ánimus y el ánima. También identificaba como arquetípicas ciertas imágenes concretas, como las representaciones del mandala. Para elaborar su concepto de arquetipo, Jung se inspiró en la reiteración de motivos o temas en diversas mitologías de las más remotas culturas: creyó haber hallado temas comunes inconscientes, que la humanidad reiteró apenas con ligeras variantes, según las circunstancias.

A pesar de que somos hombres de nuestra propia vida personal somos también, por otra parte, en gran medida, representantes, víctimas y promotores de un espíritu colectivo, cuya vida equivale a siglos. Podemos ciertamente imaginar una vida a la medida de nuestros propios deseos y no descubrir nunca que fuimos en suma comparsas del teatro del mundo. Pero existen hechos que ciertamente ignoramos, pero que influyen en nuestra vida y ello tanto más cuanto más ignorados son.
Carl Gustav Jung. Recuerdos, sueños, pensamientos.

#### Política y Estado
Jung expresó la importancia de los derechos individuales de cada persona en relación con el Estado y la sociedad. Percibió al Estado siendo tratado como «una cuasi personalidad viva de la que todo se espera» pero que «en realidad no es más que un camuflaje de aquellos individuos que saben cómo manipularlo», y se refirió al Estado como una forma de esclavitud. Asimismo, pensaba que «el Estado dictatorial tiene, frente a la razón del ciudadano, la ventaja de que ha absorbido también sus fuerzas religiosas. El Estado ha pasado a ocupar el puesto de Dios», haciéndose comparable a una religión en la que «la esclavitud estatal es una forma de adoración». Jung observó que los «actos escenificados del estado» eran comparables a demostraciones religiosas: «Las marchas musicales, las banderas, las pancartas, los desfiles y las concentraciones de proporciones monstruosas no se diferencian en principio de las procesiones rogativas, los disparos de cañón y los fuegos artificiales para expulsar a los demonios». Desde la perspectiva de Jung, esta sustitución de Dios por el Estado en una sociedad de masas llevó a la dislocación de la unidad religiosa y dio como resultado el mismo fanatismo de la iglesia-estado de la Edad Media, en el que cuanto más «adorado» es el Estado, más libertad y moralidad son suprimidas; esto deja en última instancia al individuo psíquicamente subdesarrollado y con sentimientos extremos de marginalidad.

### Influencia
Se ha criticado a Jung por su presunta adhesión a un neolamarckismo. Muchas veces se le ha atribuido la noción de que los arquetipos han sido caracteres adquiridos, que luego han podido heredarse, en la línea de tesis como las de Michurin y Lysenko. No obstante, el propio Jung enfatizó que tales interpretaciones de sus postulados eran incorrectas. Los conceptos quizás más reconocidos de la psicología junguiana son los de introversión y extraversión, manados de su teoría de los Tipos psicológicos. La misma tuvo bastante aceptación, sentando las bases para el desarrollo ulterior de pruebas psicométricas, mediante las cuales se procura valorar, en términos cuantitativos, las características psicológicas de los individuos. Las más importantes son el MBTI (acrónimo inglés de Myers-Briggs Type Indicator —‘Inventario tipológico de Myers-Briggs’) y la sociónica; además de la batería de test de David Keirsey.
En cuanto a los mandalas (como a otras simbolizaciones que se pueden encontrar en la alquimia, el gnosticismo, el yoga, el esoterismo y la mitología), Jung los consideraba representaciones de origen inconsciente para un proceso de individuación, es decir, para que cada ser humano cumplimente su sí-mismo (en alemán: Selbst). En este terreno, sobresalen sus trabajos en coordinación con otras figuras de renombre, como los realizados con el sinólogo Richard Wilhelm en el libro chino de yoga taoísta (o ðaoísta) El secreto de la flor de oro; o con el filólogo clásico y mitógrafo Károly Kerényi, en Introducción a la esencia de la mitología; e incluso el intercambio de ideas en su correspondencia con el filósofo budista zen japonés Daisetsu T. Suzuki.

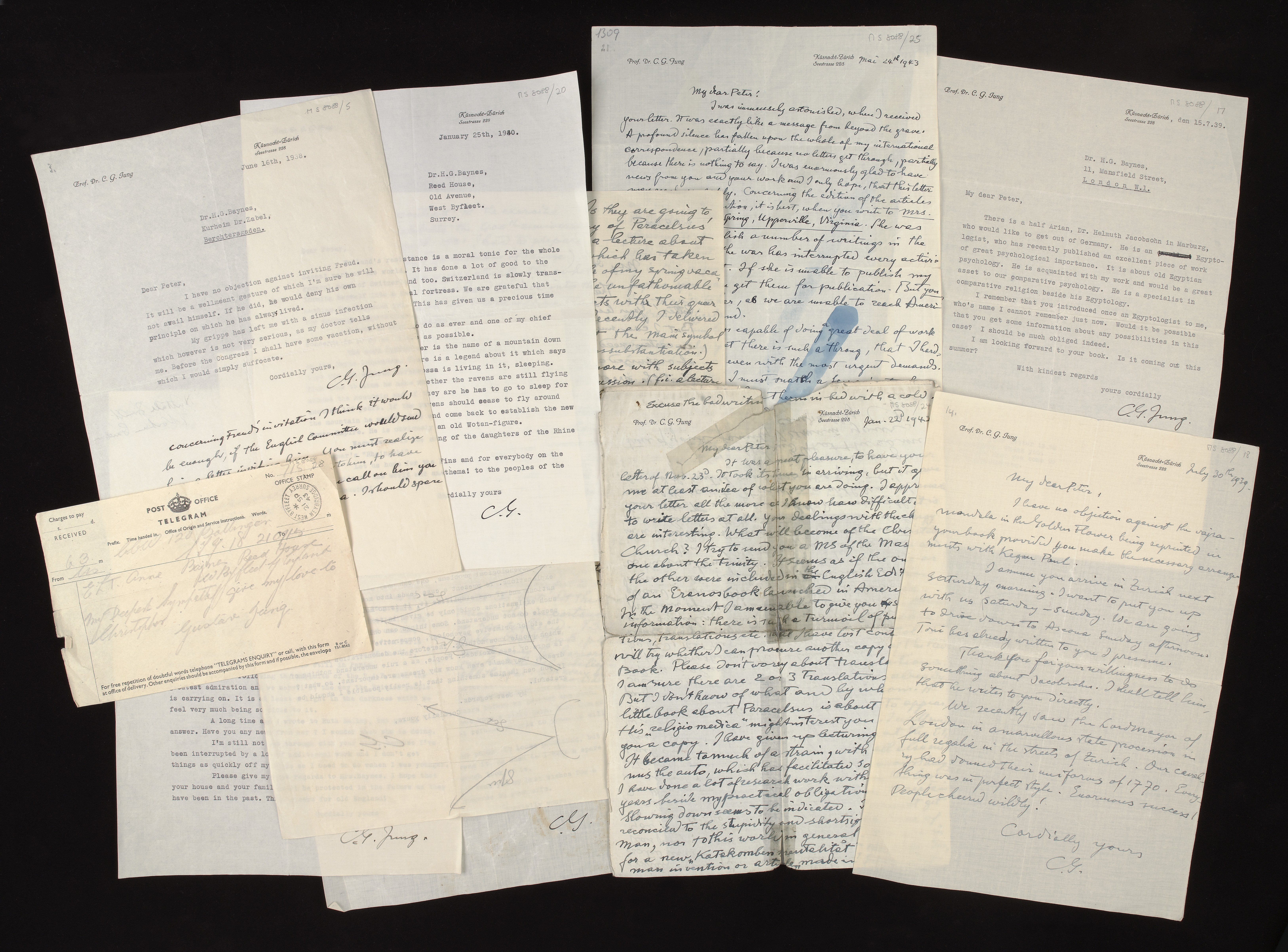
La correspondencia de Jung fue muy cuantiosa a lo largo de su vida.

La influencia de Jung se hizo extensiva a importantes referentes en diversos campos de la cultura, desde el pintor Wifredo Lam al filósofo Gaston Bachelard, incluyendo a los escritores Hermann Hesse (la misma es patente, por ejemplo, en la obra Demian de este último), H. G. Wells (al que llamaba su «amigo» y a quien su biógrafo Vincent Brome describe directamente como «junguiano», visible en sus trabajos Christina Alberta's Father y The World of William Clissold) y J. B. Priestley, al filólogo Ernst Robert Curtius, al psicólogo conductista Hans Eysenck, al historiador de las religiones Mircea Eliade y al mitógrafo y ensayista Joseph Campbell, estos dos últimos reconocidos deudores de la concepción junguiana. Son reseñables a su vez los muchos cruces y paralelismos con el filósofo y psicólogo estadounidense William James. Por otra parte, según Chester P. Michael, Jung habría declarado que el padre Henri Huvelin sería la persona que más se aproximó en toda la historia a sus métodos de dirección espiritual. Así mismo, fue inspirador y participante en los coloquios del Círculo Eranos.
Jung intentó dar base científica a varios de sus postulados, aunque en muchos casos no halló los medios para lograrlo. Tal es lo que intentaba cuando planteó el principio de sincronicidad (principio por el cual algunos pretenden explicar la supuesta eficacia de las mancias). Contrariando lo que muchos suponen, en la misma obra en que presentó esa hipótesis (Sincronicidad como principio de conexiones acausales, publicado junto con una monografía de Wolfgang Pauli, «La influencia de las ideas arquetípicas en las teorías científicas de Kepler», en Interpretación de la naturaleza y la psique), Jung descartaba de plano la solvencia metodológica de disciplinas como la astrología. Gran parte de los movimientos que en la actualidad se denominan «junguianos» (particularmente aquellos que han asimilado las creencias de la llamada nueva era) defienden argumentos que estarían en abierta contradicción con las ideas originales del autor.

#### Alcohólicos Anónimos
Jung llegó a recomendar la espiritualidad como una cura para el alcoholismo y se considera que tuvo un rol indirecto en el establecimiento de Alcohólicos Anónimos. Algunos como Bill Willson, fundador de dicha comunidad, le han atribuido un papel primordial en su fundación.
En una ocasión Jung tuvo un paciente estadounidense de nombre Rowland Hazard III, que sufría de alcoholismo crónico. Después de tratar de trabajar con el paciente durante un tiempo, Jung se dio cuenta de que no había logrado ningún progreso significativo y le dijo al hombre que su condición era desesperanzada, excepto por la posibilidad de tener una experiencia espiritual. Jung había considerado que ocasionalmente tales experiencias habían servido satisfactoriamente para reformar a los alcohólicos en situaciones en las que todo lo demás había fallado. Hazard tomó el consejo de Jung de forma seria y se dispuso a tener una experiencia espiritual. Al regresar a su país natal, se hizo parte de un grupo de cristianos evangélicos conocido como el Grupo Oxford. Comunicó a su vez a otros alcohólicos lo que Jung le había manifestado. Uno de ellos era Ebby Thacher, un viejo bebedor amigo de Bill Wilson, quien más tarde sería conocido como el fundador de Alcohólicos Anóminos. Thacher le habló a Wilson sobre el Grupo Oxford y a través del mismo Wilson se percató de la experiencia de Hazard con Jung. De esta manera, la influencia del suizo se hizo presente indirectamente en la formación del grupo, aunque el programa de doce pasos y el movimiento en sí no es junguiano.

### Cultura

#### Literatura

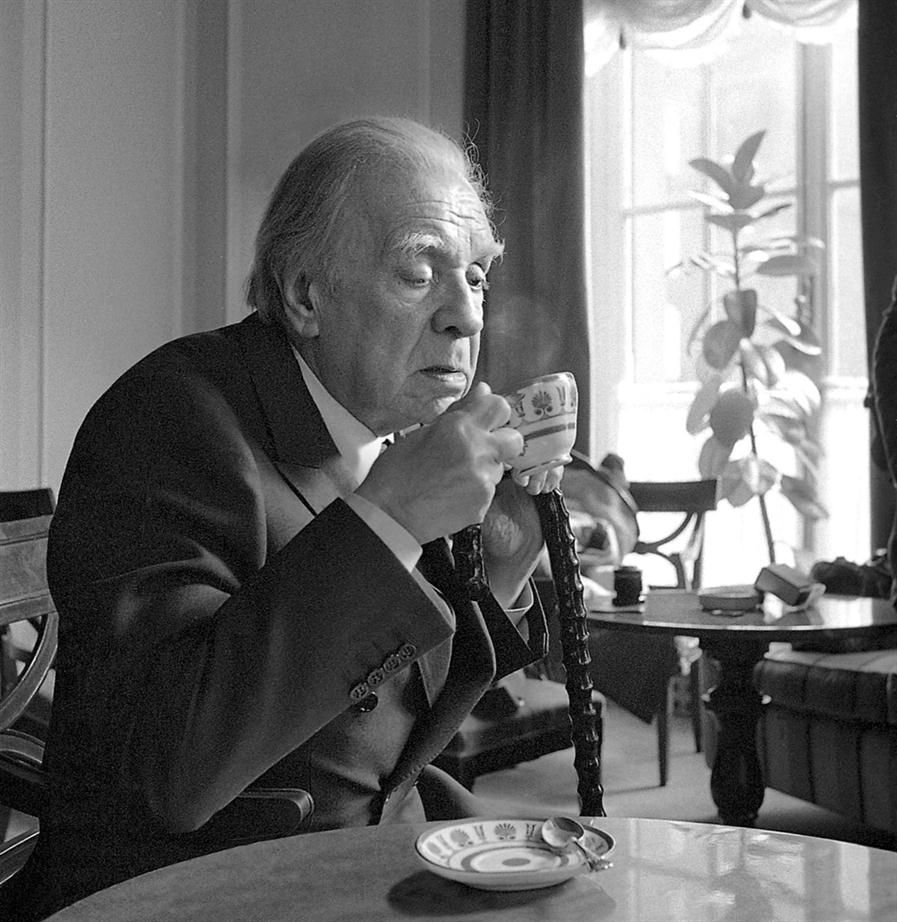
Jorge Luis Borges.

- Laurens van der Post, autor afrikáner que afirmó haber tenido una amistad de dieciséis años con Jung y de la que surgiría una serie de libros y una película sobre su propia vida.[164]
- Hermann Hesse, autor de obras como Siddharta y El lobo estepario, fue tratado por el Dr. Joseph Lang, un estudiante de Jung. Esto iniciaría en Hesse un largo interés por el psicoanálisis, a través del cual llegaría a conocer personalmente a Jung.[165]
- James Joyce se pregunta en su obra Finnegans Wake si «¿Es la coeducación del ánimus y el ánima totalmente deseable?» Su respuesta tal vez esté contenida en su verso «anama anamaba anamabapa». El libro también ridiculiza la psicología analítica de Jung y el psicoanálisis de Freud al referirse al término «psoakoonaloose». Jung había sido incapaz de ayudar a la hija de Joyce, Lucía, de quien Joyce afirmó que era una muchacha «yung and easily freudened» (‘young and easily frightened’, ‘joven y fácilmente impresionable’). Lucía fue diagnosticada de esquizofrenia y fue finalmente institucionalizada permanentemente.[166] El Retrato del artista adolescente de Joyce puede ser leído como una parodia irónica de las «cuatro etapas del erotismo» de Jung.[167]
- El escritor argentino Jorge Luis Borges reconoció: «Siempre he sido un gran lector de Jung... lo leí como una especie de mitología, o como una especie de museo o enciclopedia de saberes curiosos». Borges contribuyó de manera significativa al realismo mágico, un género de la ficción latinoamericana en el que elementos fantásticos se mezclan en una atmósfera realista.[168]
- Miguel Serrano mantuvo correspondencia y entrevistas con Jung, que recuerda en El círculo hermético.[169][170][171][172]
- Philip K. Dick sostuvo que muchas de sus ideas y trabajos estuvieron fuertemente influidos por los escritos de Jung. Durante su adolescencia, estuvo en tratamiento con un analista junguiano.[173] En los años 50, fue adquiriendo con devoción las obras completas de Jung, publicadas por la editorial Bollingen. Lo impresionaron especialmente sus Siete sermones a los muertos, de inspiración gnóstica.[174] Los modelos y construcciones junguianas que más afectaron a Dick parecen ser los arquetipos de lo inconsciente colectivo, las proyecciones y alucinaciones colectivas, las experiencias de sincronicidad y su teoría de la personalidad. Muchos de los protagonistas de las obras de Dick analizan la realidad y sus propias percepciones en términos junguianos.[175] Otras veces, el tema se refiere a Jung tan claramente que la conexión resulta obvia. Su obra Exégesis también contiene muchas notas sobre Jung en relación con la teología y el misticismo. Otra autora de ciencia ficción con reminiscencias junguianas es Ursula K. Le Guin.[176]
- En España, Jung influyó, entre otros, en el escritor Fernando Sánchez Dragó[177][178][179] y en el editor Jacobo Siruela.[180][181]

#### Arte
- El visionario pintor suizo Peter Birkhäuser fue tratado por una estudiante de Jung, Marie-Louise von Franz, y mantuvo correspondencia con Jung en relación con la traducción del simbolismo de los sueños en las obras de arte.[182]
- El expresionista abstracto estadounidense Jackson Pollock experimentó la psicoterapia junguiana en 1939 con Joseph L. Henderson. Su terapeuta tomó la decisión de involucrarlo a través de su arte e hizo que Pollock hiciera dibujos, lo que llevó a la aparición de muchos conceptos junguianos en sus pinturas.[183]
- Las pintoras surrealistas Remedios Varo[184] y Leonora Carrington[185] exploraron y se adentraron en el trabajo de Jung.
- Contrariamente a algunas fuentes,[186] Jung no visitó Liverpool, sino que registró un sueño sobre la ciudad aludiendo en su análisis a que «Liverpool es el estanque de la vida, hace vivir». Como resultado, se erigió una estatua de Jung en Mathew Street en 1987, pero, al estar hecha de yeso, fue destrozada y reemplazada por una versión más duradera en 1993.[187]

#### Música

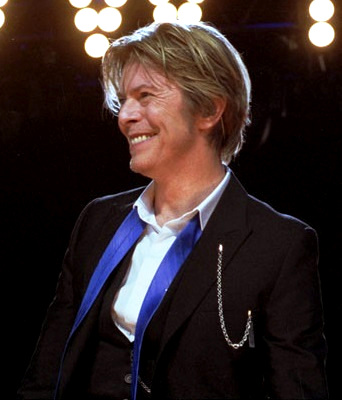
David Bowie.

- Jung aparece en la portada del álbum de Los Beatles Sgt. Pepper's Lonely Hearts Club Band en la fila superior, el séptimo empezando por la izquierda, entre W. C. Fields y Edgar Allan Poe.[188]
- En la portada del último álbum de The Police, Synchronicity, denominado así en referencia a la teoría de Jung, se ve a Sting leyendo un libro titulado Sincronicidad.[189] Sting mismo declara haber estudiado psicología junguiana y haberse analizado.[190]
- El músico David Bowie se describió a sí mismo como junguiano en su relación con los sueños y el inconsciente.[191] Bowie cantó sobre Jung en su álbum Aladdin Sane (un juego de palabras sobre la cordura) y asistió a la exposición del Libro rojo en Nueva York con el artista Tony Oursler, quien describió a Bowie como «... leyendo y hablando del psicoanalista con pasión». La canción de Bowie de 1967 «Shadow Man» resume poéticamente un concepto junguiano clave, mientras que en 1987 Bowie describió de manera reveladora las arañas de cristal de Never Let Me Down como figuras maternas junguianas en torno a las cuales no solo ancló una gira mundial, sino que también creó una enorme efigie en el escenario.[192]
- La canción de Peter Gabriel «Rhythm of the Heat» (Security, 1982) trata de la visita de Jung a África durante la cual se unió a un grupo de percusionistas y bailarines tribales, quedando abrumado por el miedo a perder el control de sí mismo. En ese momento Jung estaba explorando el concepto de inconsciente colectivo y tenía miedo de que pasara a estar bajo el control de la música. Gabriel aprendió sobre el viaje de Jung a África del ensayo Symbols and the Interpretation of Dreams (ISBN 0-691-09968-5). En la canción, Gabriel trata de capturar los poderosos sentimientos de la música tribal africana evocados en Jung por medio de un uso intenso de tambores tribales. El título de la canción original era «Jung in África».[193]
- El músico argentino Luis Alberto Spinetta fue influenciado por los textos de Carl Jung en el desarrollo de su álbum conceptual de 1975 Durazno sangrando, específicamente en las canciones «Encadenado al ánima» y «En una lejana playa del ánimus», que tratan los conceptos junguianos de ánima y ánimus, respectivamente.[194]
- La banda de metal progresivo estadounidense Tool fue influenciada por conceptos junguianos en la creación de su álbum Ænima, título de una obra sobre la sizigia ánima-ánimus. En la canción «Forty Six & 2» de este álbum, el cantante busca convertirse en un ser más evolucionado explorando y superando su sombra.[195]
- El álbum de la banda surcoreana BTS Map of the Soul: Persona se basa en la obra sobre Jung Map of the Soul (Mapa del alma), del analista junguiano Murray Stein, que brinda los principios básicos de la psicología analítica de Jung. El álbum incluye una canción introductoria titulada Persona, rapeada por el líder del grupo RM, quien hace la pregunta «¿quién soy yo?», enfrentándose a varias versiones de sí mismo con términos tales como «persona», «sombra» y «yo», referidos a las teorías de Jung.[196] El 21 de febrero de 2020, la banda lanzó Map of the Soul: 7, que se centra específicamente en la «sombra» y el «yo».[197][198]

#### Cine y televisión

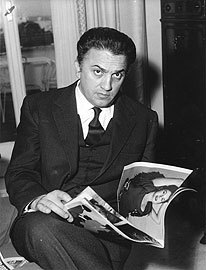
Federico Fellini.

- El cineasta italiano Federico Fellini, uno de los más reconocidos del cine arte, llevó a la pantalla una imaginería exuberante forjada gracias a su encuentro con las ideas de Jung, especialmente su interpretación de los sueños. Fellini prefirió a Jung en vez de a Freud porque la psicología analítica delimitó el sueño no como un síntoma de una enfermedad que requiere una cura, sino más bien como un enlace a imágenes arquetípicas comunes a toda la humanidad. Referencia obligada será 8½ (1963), donde narra en tono autobiográfico las vicisitudes de un director de cine bloqueado tras la cámara mediante una narrativa de delgada línea entre lo real, la fantasía, el sueño y el deseo.[199][200][201]
- Otro realizador directamente influido por la psicología analítica es Ingmar Bergman, lo cual queda de manifiesto en películas tales como Manniskoätarna (1966) o Fanny y Alexander (1982).
- Luis Buñuel tenía unos conocimientos exhaustivos sobre Freud y Jung. Leyó La interpretación de los sueños durante su etapa de estudiante, estando familiarizado con otros muchos textos clave, incluidos los que versan sobre la paranoia y la feminidad, como evidencian las películas Él, Ensayo de un crimen y Bella de día.[202]
- Diferentes programas de televisión han sido dedicados a Jung; por ejemplo, en 1959 John Freeman entrevista a Jung para la BBC en su casa de Zúrich,[203] y en 1984, una edición del documental de la BBC Sea of Faith fue dedicada a su figura.
- La película Full Metal Jacket (1987), de Stanley Kubrick, presenta un tema subyacente sobre la dualidad del hombre a lo largo de la acción y el diálogo del metraje. Una escena se desarrolla de este modo: un coronel le pregunta a un soldado: «Escribes “nacido para matar” en tu casco y usas una insignia de paz en tu vestimenta. ¿Qué se supone que es eso, algún tipo de broma enferma?» A lo que el soldado responde: «Creo que estaba tratando de sugerir algo sobre la dualidad del hombre, señor... Lo junguiano, señor».[204]
- En 1991, Carlo Lizzani, uno de los primeros representantes del neorrealismo, lleva por primera vez a la pantalla un caso narrado por Jung en su autobiografía, a partir de un guion de Francesca Archibugi. Dicha película, Cattiva, describe la historia de Emilia Schmidt (Giuliana De Sio), una rica y atractiva dama suiza afectada de una presunta esquizofrenia, que ingresa en el hospital psiquiátrico de Burghölzli, donde un joven doctor Jung (Julian Sands), todavía bajo la protección de Freud, la libera de un lacerante e injustificado complejo de culpa nacido a raíz de la muerte de su hija.[205]
- En 2002, Roberto Faenza dirigió la película Prendimi l'anima, en la que reconstruye la historia de la relación entre Jung (Iain Glen) y Sabina Spielrein (Emilia Fox), judía rusa de 19 años que ingresa en la Clínica Psiquiátrica de Burghölzli en 1904 con una compleja neurosis (escribirá Jung a Freud, en marzo de 1909), y que tratará con éxito en unos meses con procedimientos terapéuticos novedosos (método asociativo y psicogalvanómetro).[206]
- En 2011, el director de cine David Cronenberg estrenó Un método peligroso, la adaptación al cine de una obra de teatro de 2002 de Christopher Hampton. Su argumento pivota alrededor de las relaciones profesionales y afectivas surgidas entre Sabina Spielrein (Keira Knightley), Carl Gustav Jung (Michael Fassbender) y Sigmund Freud (Viggo Mortensen).[207]
- La serie de televisión El hombre en el castillo, basada en la novela homónima de Philip K. Dick, incluye tanto alusiones directas a Jung (citado por ejemplo por el propio «hombre en el castillo», Stephen Root, o aludido por la interpretación de Jeffrey Nordling como el Dr. Daniel Ryan, un analista junguiano, que a su vez trata a Helen Smith, en referencia a la paciente de Théodore Flournoy Hélène Smith, que influyó en Jung) como indirectas, por medio de concepciones que permean toda la obra: ánimus, transferencia, sincronicidad, I Ching, visiones, o la relación entre psique y materia en algunos viajeros interdimensionales: Nobusuke Tagomi (Cary-Hiroyuki Tagawa) y Juliana Crain (Alexa Davalos).[208][209]
- Soul, película de animación de Pixar de 2020, incluye breves apariciones de Jung como un etéreo personaje de dibujos animados, «Soul Carl Jung».[210]
- Existen múltiples referencias cinematográficas (Star Wars,[211] El hobbit,[212][213][214] El señor de los anillos,[215] Matrix,[216] Dune[217][218][219]) que aluden indirectamente a la obra de Jung, así como diversas interpretaciones desde la óptica de la psicología analítica.[220]

#### Cómic
- La historieta de ciencia ficción El Incal, realizada desde 1980 a 1988 por el guionista Alejandro Jodorowsky y el historietista e ilustrador francés Moebius, incluye entre sus influencias conceptos junguianos.[221][222][223]

#### Videojuego
- La serie de videojuegos Persona se basa en gran medida en las teorías de Jung,[224] al igual que NiGHTS into Dreams....[225] Xenogears, videojuego original de PlayStation, y sus obras asociadas, incluida su reimaginación como la trilogía Xenosaga y una novela gráfica publicada por el creador del juego titulada Perfect Works, también se centran en los conceptos de Jung.

## Obras

### A. Obra completa
1. Estudios psiquiátricos
2. Investigaciones experimentales
3. Psicogénesis de las enfermedades mentales
4. Freud y el psicoanálisis
5. Símbolos de transformación
6. Tipos psicológicos
7. Dos escritos sobre psicología analítica
8. La dinámica de lo inconsciente
9.1. Los arquetipos y lo inconsciente colectivo
9.2. Aion
10. Civilización en transición
11. Acerca de la psicología de la religión occidental y de la religión oriental
12. Psicología y alquimia
13. Estudios sobre representaciones alquímicas
14. Mysterium coniunctionis
15. Sobre el fenómeno del espíritu en el arte y en la ciencia
16. La práctica de la psicoterapia
17. Sobre el desarrollo de la personalidad
18.1. La vida simbólica
18.2. La vida simbólica

### B. Seminarios
- Conferencias en el Club Zofingia
- Análisis de sueños
- Sueños infantiles
- El Zaratustra de Nietzsche
- Introducción a la psicología analítica
- La psicología del yoga kundalini
- Visiones

### C. Autobiografía
- Recuerdos, sueños, pensamientos

### D. Epistolario
- Cartas
- Correspondencia Sigmund Freud & Carl Gustav Jung

### E. Entrevistas
- Encuentros con Jung

## Distinciones
Entre sus principales distinciones se encuentran los siguientes doctorados honoris causa:
- Universidad Clark, 1909.
- Universidad de Fordham, 1912.
- Universidad de Harvard, 1936.
- Universidad de Allahabad, 1937.
- Universidad de Benarés, 1937.
- Universidad de Calcuta, 1938.
- Universidad de Oxford, 1938.
- Universidad de Ginebra, 1945.
- Escuela Politécnica Federal de Zúrich, 1955, en su 80° cumpleaños.

Además:
- Recibió un premio literario de la ciudad de Zúrich, 1932.
- Fue nombrado Profesor Titular de la Escuela Politécnica Federal de Zúrich, 1935.
- Miembro honorario de la Royal Society of Medicine, 1939.
- Le fue otorgado un Festschrift en Eranos, 1945.
- Nombrado presidente de la Society of Analytical Psychology, Londres, 1946.
- Otorgado un Festschrift por estudiantes y amigos, 1955.
- Nombrado ciudadano honorario de Küsnacht, 1960, en su 85.º cumpleaños.